# Herman Braun-Vega
Pour les articles homonymes, voir Braun et Véga (homonymie).
Herman Braun-Vega (German Braun, dit) est un artiste peintre franco-péruvien né le 7 juillet 1933 à Lima, Pérou, et mort à Paris le 2 avril 2019,.
Si sa peinture a toujours été figurative, elle fut d’abord (avant 1970) fortement inspirée par certains mouvements de l'art moderne et parfois proche de l’abstraction. Elle connaît un tournant décisif lorsque l’artiste vient s’installer définitivement à Paris en 1968. Au contact des œuvres des grands maîtres de la peinture, Braun-Vega développera l’art de la citation picturale. Il décide de ne pas limiter sa peinture à une recherche esthétique, mais d'adopter un langage pictural clair, accessible à des non spécialistes, même si ses œuvres présentent souvent plusieurs niveaux de lecture, afin de faire de son art un moyen privilégié de communication. Sa peinture enrichie de références à l’histoire de l’art, met souvent en scène des personnages, des paysages, des fruits et légumes de son Pérou natal. Il affirme ses origines métissées à travers une œuvre syncrétique souvent très colorée, parsemée de messages politiques à travers notamment des transferts de coupures de presse. Certains le diront engagé. L’artiste qui s’était fixé pour ligne de conduite de ne pas peindre pour ne rien dire, se définit plutôt comme un témoin qui veut activer la mémoire du spectateur. Sa production artistique s'inscrit dans les tendances de la nouvelle figuration,, et de la figuration narrative,.

## Biographie

### Famille
German Braun est le deuxième fils de Francisco Braun Weisbrod, juif austro-hongrois né en 1902  dans la ville de Stuhlweissenberg (Hongrie)  et d’Armida Vega Noriega, péruvienne catholique élevée dans la foi protestante, métisse espagnole et indienne, originaire d’Iquitos (Pérou). Ses origines métissées tiendront un rôle de premier plan dans son œuvre.
Son père, en décorant la maison familiale d'un grand nombre de reproductions de peintures de toutes les époques développe le goût de ses enfants pour les arts graphiques. Le fils aîné, Max, est le premier à vouloir devenir peintre. Le jeune German qui voulait toujours faire comme son frère aîné, doit aussi sa vocation de peintre à sa fascination pour le tableau Intérieur à la fillette de Matisse dont une reproduction est accrochée dans sa chambre. Ses autres frères et sœur ont tous une inclination pour les arts graphiques (Herbert, dit Berti, architecte-urbaniste ; Alex, décorateur ; Aurora, peintre et dessinatrice).

### Formation

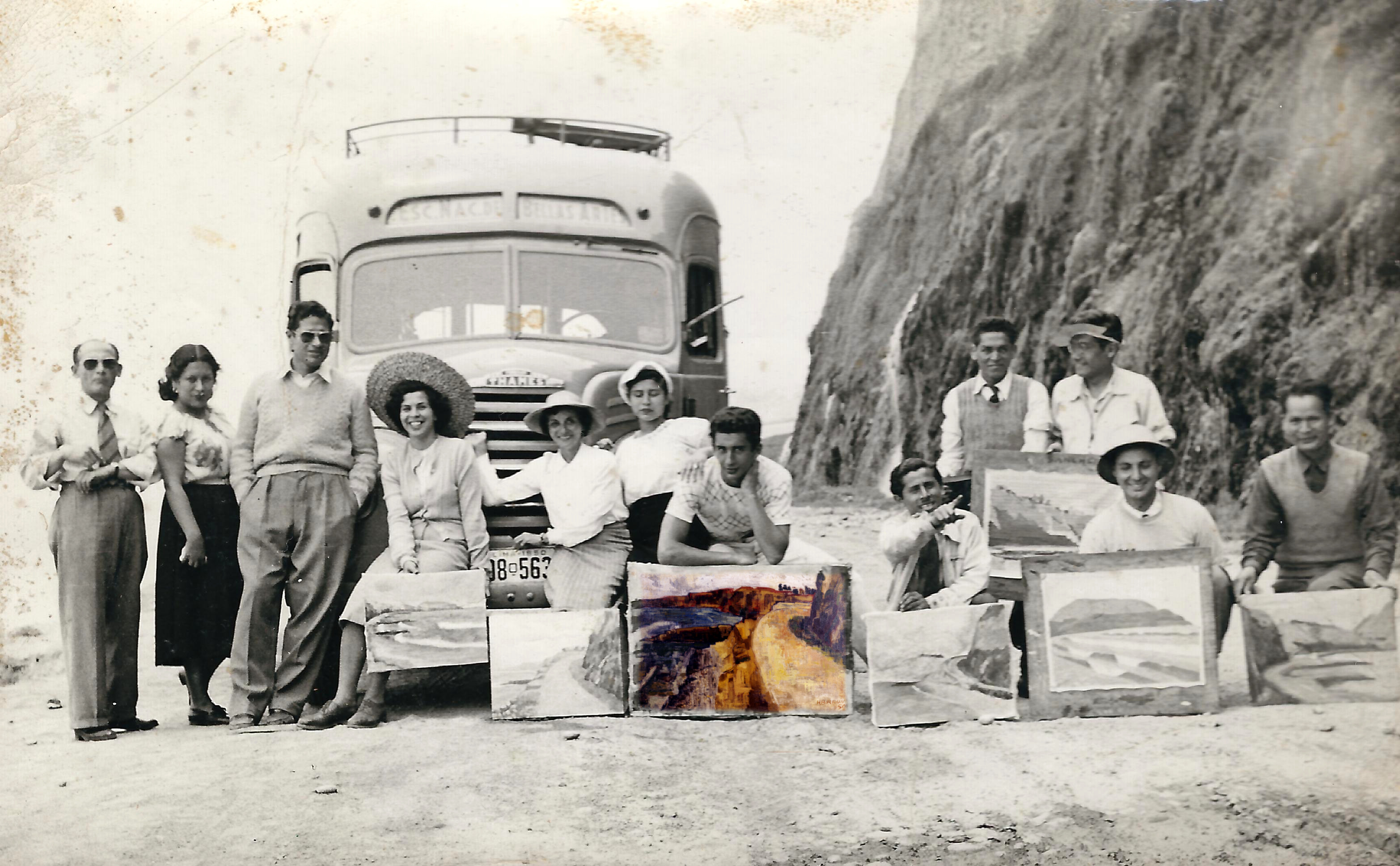
En 1950, devant le bus de l'École Nationale des Beaux-Arts de Lima, au milieu des élèves de sa classe, Herman Braun-Vega pose avec son tableau La bajada de Chorrillos.

En 1950 il devient l’élève de Carlos Quizpez Asín (es) à l’école des beaux-arts de Lima. Mais dès la fin de l’année 1951, il rejoint à Paris son frère Max, devenu le peintre Fernando Vega. Contrarié par la prononciation française de son prénom, il se fait désormais appeler Herman. Présenté par son frère au poète Jean Sénac, il baigne dès son arrivée dans le milieu artistique parisien d'une façon privilégiée en tant que résident de l'hôtel du Vieux-Colombier, alors géré par Maria Manton et Louis Nallard. À Paris, il a pour la première fois l’occasion de voir des œuvres originales de grands maîtres qu’il ne connaissait jusqu’alors qu’à travers des reproductions. À partir de ce moment il poursuivra sa formation en autodidacte, au contact d’autres artistes, et en étudiant les œuvres des grands maîtres de la peinture dans les musées.

### Lima-Paris
En 1952, d’une liaison passagère avec une jeune Française, Camille Mülder, modèle du photographe Albert Monier fréquentant assidûment Saint-Germain-des-Prés, naît son fils Eric. Il met alors entre parenthèses sa vocation d’artiste peintre et travaille au service de Jean Royère pour le compte duquel  il se retrouve chargé d’ouvrir une agence de décoration au Pérou. En 1955, emmenant son fils, il retourne à Lima ou il s’associe à l’architecte Juan Günther Doering (es) pour fonder cette agence. Mais bientôt, en dépit du succès de l’entreprise, l’envie de peindre se fait à nouveau sentir. À Lima, il rencontre Nicole Boussel, jeune mère de deux enfants blonds. La famille recomposée qu’il forme avec son fils , Nicole et ses deux garçons sera une source d’inspiration récurrente dans les années 1963 à 1966. En 1966, il devient président de la Fundación para las Artes (Fondation pour les Arts) qui organise des salons d'art contemporain en 1966 et 1967 à Lima.

### Un Péruvien à Paris
Mais c’est seul avec son fils qu’il retourne vivre à Paris en 1967. Il y rencontre Lisbeth Schaudinn, jeune Allemande, fonctionnaire de l’UNESCO, qui deviendra la femme de sa vie. C’est avec elle qu’il découvre en 1968, en visitant le musée Picasso de Barcelone, la série que le maître a consacré aux ménines de Vélasquez. Cette découverte marquera un tournant décisif dans son œuvre. Lisbeth, sa femme, son modèle, apporte à Herman un soutien logistique qui lui permet de se consacrer entièrement à son art. Résidant à Paris, il n’en oublie pas pour autant le Pérou et fait de nombreux aller-retour à Lima. La presse péruvienne se fait très vite l’écho du succès de l’enfant du pays auprès de la critique parisienne. Il expose à Paris, Lima, New-York, Bruxelles… Dans les années 1970, d’exposition en exposition, il développe de nouvelles techniques, de nouveaux thèmes qui reviendront enrichir ses futures œuvres. Il voyage beaucoup et ses allers-retours au Pérou sont si fréquents qu’il se fait construire une maison à Los Cóndores dans la banlieue de Lima. À partir des années 1980, son œuvre ressemble à sa vie, partagée entre la culture européenne et ses origines latino-américaines.

### Arcueil
En 1999, lassé de faire des aller-retours quotidiens entre son appartement de la rue des Apennins  et son atelier de Saint-Denis, il décide de tout vendre pour acheter à Arcueil, non loin de la maison de son ami Antonio Segui et de l’atelier de son ami Vladimir Velickovic, une ancienne usine qu’il transforme pour y installer à la fois sa résidence et son atelier. Malgré l’ampleur du projet dont il dessine lui-même l’architecture, le rythme de sa production artistique ne faiblit pas. En 2001, il fait l'objet d'une double exposition à Berlin. Mais les ennuis de santé commencent. En 2009, sa femme Lisbeth est emportée par la maladie. Après cet épisode douloureux, Il finira par retrouver une compagne beaucoup plus jeune que lui, Violette Wojcik, une admiratrice enthousiaste, qui se découvre atteinte d’une leucémie quelques mois seulement après leur rencontre. Lui-même atteint de la maladie de Parkinson il achève péniblement ses derniers tableaux en 2014. Dévasté par la perte de Violette en 2016, son état de santé ne lui permet pas d’assister aux funérailles. Malgré tout il se montre déterminé et affirme avoir son prochain tableau en tête, mais il ne peindra plus jusqu’à sa mort le 2 avril 2019.

## Œuvre

### La première période (1949-1968), entre Lima et Paris.

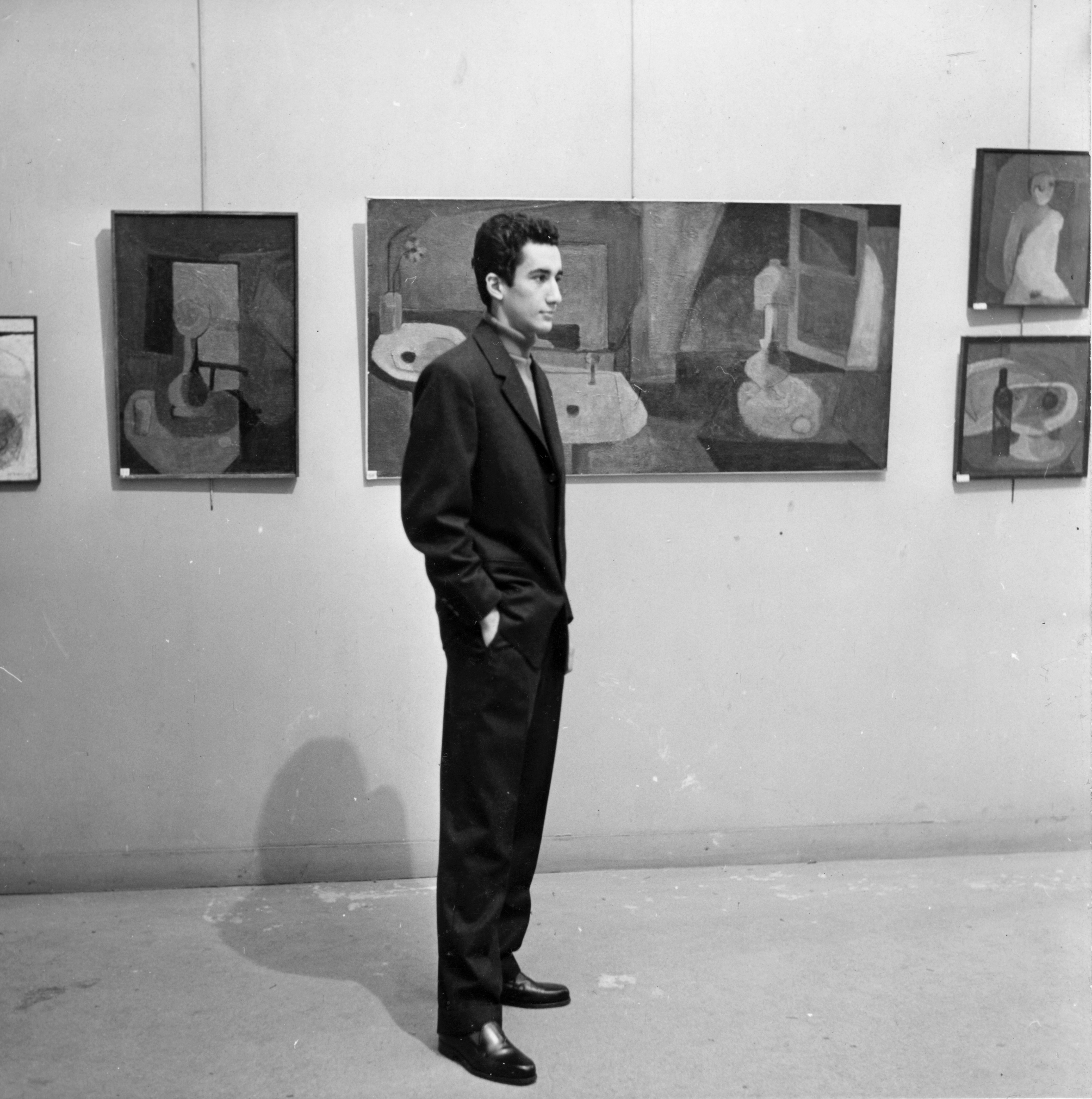
Herman Braun-Vega au Salon d'Automne de 1952 à Paris.

#### La figuration abstraite
Le jeune Herman Braun pratique une peinture qui intègre parfaitement les leçons de l’art moderne et qui se nourrit de certains de ses mouvements comme le cubisme (Naturaleza muerta con botella de tinto, 1949) où l’impressionnisme  (Platanales, 1951) qui le gardent éloigné de toute tentation d’une représentation photographique. On trouve dans sa production des traces de son premier séjour à Paris (La Seine, 1952). Mais l’essentiel de l’œuvre de cette période est produit à Lima à partir de 1963. Il adopte très vite une technique très gestuelle et très libre qui contraste vivement avec la maîtrise, la planification et la rigueur d’exécution de ses œuvres plus tardives (à partir de 1973). Si libre que sa figuration frôle l’abstraction (Nature morte au bougeoir, 1960; La jaula, 1963). Mais bientôt les considérations purement esthétiques (Palomas en vuelo, 1963) ne lui suffisent plus, il a aussi besoin de s’exprimer  à travers sa peinture.

#### La peinture qui parle
Ainsi il lui arrive de donner la parole à certains de ses personnages (Adam et Eve, 1965; Encuentro en el campo, 1965), où de découper son tableau en cases à la manière d’une planche de bande dessinée afin d’y insérer un contenu narratif (El artista y su modelo, 1968).
En 1966, il réalise de son frère Max, le peintre Fernando Vega brutalement disparu à Ibiza à l’age de 33 ans d’un arrêt cardiaque lié à une overdose, un portrait déchirant de douleur. Le visage de son frère est encadré, en grosses lettres, par la mention « MI HERMANO MAX » (« mon frère Max » en espagnol) . L’irrégularité de ces lettres et des coups de pinceau qui composent le portrait trahissent le mouvement de colère. À l’endroit du cœur, un déchirement laisse apparaître les lettres du lieu du drame : IBIZA. Si ce tableau reste singulier dans l’émotion qu’il exprime, il est particulièrement représentatif d’une peinture fougueuse, vigoureuse, portée par l’émotion, guidée par l’intuition. Mais c’est aussi une peinture qui parle, qui témoigne (dans le cas présent, d’un drame personnel).
En faisant parler sa peinture, il révèle également un humour très personnel. Ainsi dans sa version de l’Annonciation (La anunciación, 1966), l’ange Gabriel, consultant une échographie, demande « Est-tu vierge ? » (« Eres virgen ? » en espagnol) et Marie lui répond « Pas encore » (« todavia no » en espagnol).
L’effet narratif obtenu en découpant son tableau en cases (La mort d'un pompier, 1969), il l’obtient de même en produisant un polyptyque (Bodegón, 1967) ou chaque panneau correspond à la case d’une planche de bande dessinée. C’est ainsi qu’en mai 1968, il produit un triptyque (Liberté ? Égalité ? Fraternité ?) qui pour la première fois dans son œuvre témoigne d’un événement de l’actualité de son époque.

### L’appropriation des grands maîtres de la peinture (1968-1978)
En juin 1992, dans un entretien avec Eduardo Arroyo et Jorge Semprún, Braun-Vega déclare « Picasso est mon père, il m'a fait comme je suis. Vélasquez est mon maître, il m'a formé en tant que peintre ». C’est en effet à Picasso qu’il doit la grande métamorphose qui commence dans son œuvre à partir de 1968 et qui aboutit au début des années 1980. Il l’explique de la manière suivante : « Faire mienne l'œuvre des autres, c'est la grande leçon que m'a donnée Picasso ». Et c’est en effet en découvrant la série des Ménines au musée Picasso de Barcelone en 1968 qu’il réalise qu’il ne faut pas craindre de s’approprier l’œuvre des autres.

#### La série Vélasquez (1968)

Les Ménines de Vélasquez sont le sujet de la série Vélasquez mis à nu accompagné des ménines d'Herman Braun.

De sorte que dès son retour à Paris, se lançant à lui-même un défi, il exécute, en deux mois et demi comme Picasso (mais sans l'imiter), une série de tableaux intitulée Vélasquez mis à nu accompagné des ménines en cinquante-trois tableaux. Il s’agit d’une étude cinématique ("une sorte de dessin animé") aux lumières latérales vives et aux couleurs contrastées, des instants qui ont supposément précédés la mise en place des personnages dans la pose du fameux tableau de Vélasquez. Herman Braun reprend la technique du polyptyque expérimentée les années précédentes pour obtenir l’effet narratif voulu.
Il expose à Paris à la galerie 9. La critique parisienne est séduite. Claude Bouyeure, pour la Galerie des Arts, juge l’ « Exercice de style réussi ». Suzanne Tenand, pour la Tribune des Nations, y voit « des peintures pleines d'esprit, d'entrain et de talent ». Paule Gauthier, pour Les Lettres françaises, reste « confondue devant la justesse du système de Braun ». Jean-Jacques Lévêque, dans Les Nouvelles littéraires, y voit la preuve « qu’un grand avenir est encore possible pour la ‘surface peinte’ » et salue, dans Le Nouveau Journal « une étonnante virtuosité dans la perspective de mise en page et d'animation propres à la figuration narrative ». Carol Cutler, Herald Tribune, remarque « Une performance époustouflante ». Frédéric Megret, Le Figaro Littéraire, trouve le « peintre captivant ». Monique Dittière, L'Aurore, salut « une grande audace » et un pari « gagné ». Philippe Caloni, Combat, résume « Sur le fond, grande intelligence. Sur la forme, maîtrise parfaite ».
Le principal polyptyque de la série, composé de 17 panneaux est exposé au Musée d'Antioquia, à Medellín, en Colombie, dans la collection des biennales d'art Coltejer. D'autres tableaux de la série Velásquez mis à nu accompagné des meninas, en cinquante-trois tableaux, no. 3 et Velázquez yendo a su caballete font partie de la collection d'art latino-américain du Musée d'Art Blanton de l'université du Texas à Austin, aux États-Unis.

#### Picasso et Manet (1969-1970)

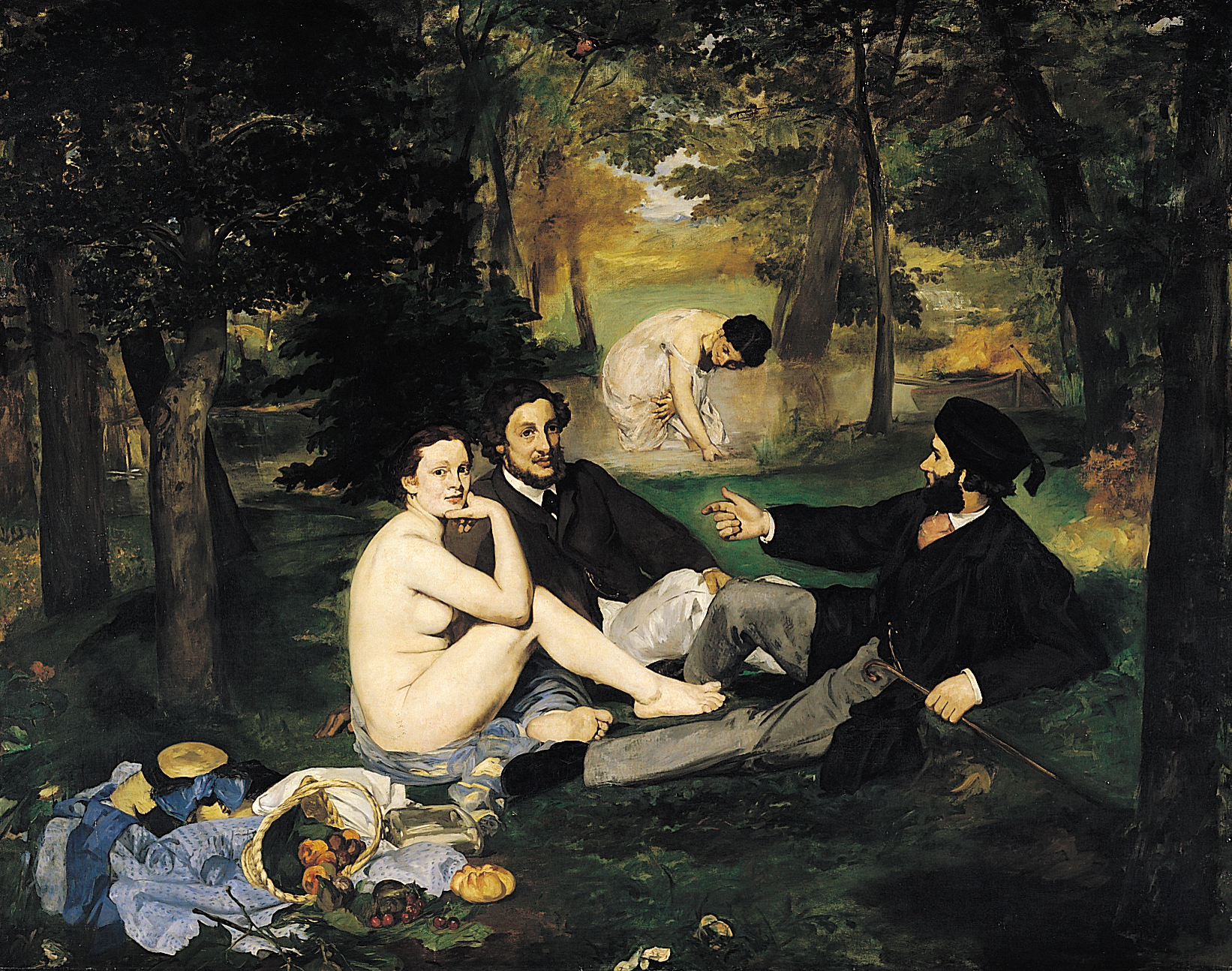
Le Déjeuner sur l'herbe de Manet est le décor dans lequel Picasso fait irruption dans la série Picasso dans un déjeuner sur l'herbe.

Après avoir été inspiré par Picasso pour étudier Vélasquez, c’est à présent Picasso lui-même qu’il étudie et son rapport à Manet , avec une nouvelle exposition à la galerie 9, intitulée Pour l’amour de l’art où l’on voit, dans une série pleine d’humour intitulée Picasso dans un déjeuner sur l’herbe, Picasso exprimer son amour des femmes en prenant la place de l’un des personnages du déjeuner sur l’herbe .
Cela conduit John Canaday à qualifier cette série de « sérieusement hilarante ». On y décèle pour autant « ni ironie ni agressivité » mais plutôt « une volonté de montrer le processus évolutif de l'art » d'après le journal Le Monde. Cette série lui vaut d'être qualifié de « virtuose avec un goût pour le pastiche » dans le International Herald Tribune.
Braun se livre pour la première fois à la pratique de la citation picturale en reproduisant certains éléments des tableaux de Picasso dans ses propres œuvres comme le miroir de la Jeune fille devant un miroir dans son tableau Picasso dans la baignoire, ou même un tableau entier comme La casserole émaillée dans son diptyque Picasso à Mougin.
La critique apprécie. Xavière Gaetan, pour La Galerie des Arts, trouve « remarquable […] l'hommage, plein d'amour, rendu à Picasso ». Quant à Monique Dittière, L'aurore, au regard de cette exposition voit en Braun « Un jeune chef de file de la Nouvelle Figuration ».
Le tableau Les invités sur l’herbe , sorte de synthèse entre sa série Vélasquez mis à nu accompagné des ménines et la série Picasso dans un déjeuner sur l’herbe rejoint dès la fin de l’année 1970 la collection du Musée d’Art Moderne de la Ville de Paris.

#### Cézanne (1970)

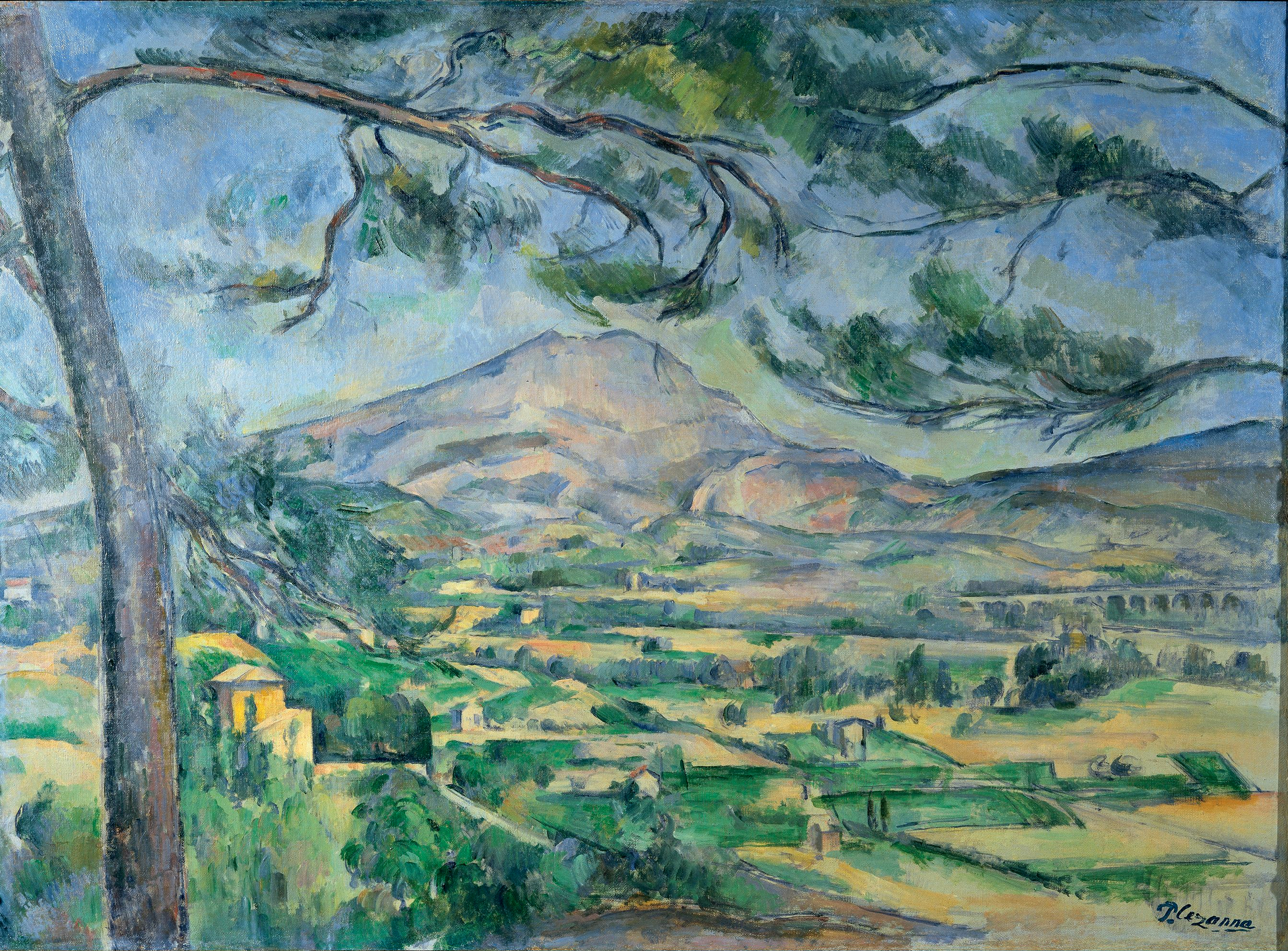
Ce Mont Sainte-Victoire de Cézanne fait l'objet de plusieurs variantes dans le triptyque Une affaire de pomme n°2.

De son étude de Cézanne résulte le grand triptyque Une affaire de pomme n°2 dont chaque panneau rempli encore une fois la fonction d’une case de planche de  bande dessinée. Dans ce triptyque, Braun établit un rapprochement entre la pomme d’Adam et Ève et les pommes des natures mortes de Cézanne, plaçant ce dernier dans un rôle de « père créateur », faisant un parallèle entre la création au sens biblique et la création artistique. Chaque panneau du triptyque représente le même intérieur à différentes étapes de la narration. Accroché au mur se trouve reproduite une nature morte aux pommes de Cézanne. La fenêtre laisse apparaître un paysage de la montagne Sainte-Victoire, une autre œuvre de Cézanne. Ces deux œuvres subiront des transformations d’un panneau à l’autre, renforçant ainsi l’effet narratif de l’ensemble. Braun avait déjà mis un tableau dans un tableau dans son diptyque Picasso à Mougin. Ce qui est nouveau ici, c’est l’utilisation d’une fenêtre, d’une ouverture, pour laisser apparaître un paysage, une autre manière d’insérer un tableau dans le tableau. C’est quelque chose qu’il utilisera beaucoup quand il sera devenu Braun-Vega et qui n’est sans doute pas étranger au choix du titre Fenêtres d’art, d’âme et de vie par le critique d’art Christian Noorbeergen pour la dernière exposition organisée du vivant de l’artiste à la maison de l’UNESCO à Paris en 2018.

#### Ingres (1971-1972)

Le Bain turc d'Ingres est le sujet d'étude d'Herman Braun dans sa série Le bain turc à New-York.

Dans sa série sur Le Bain Turc, Braun analyse les influences plastiques et esthétiques de l’œuvre d’Ingres dans certaines tendances de l'art contemporain (abstraction géométrique, hyper-réalisme). Cette série, destinée à être exposée à la Galerie Lerner-Heller à New-York s’intitule Le bain turc à New-York. C’est la première fois qu’il fait dans un de ses tableaux (Ingres et ses modèles à Manhattan) un clin d’œil à la ville qui accueille son exposition, mais pas la dernière… Il y a d’ailleurs beaucoup de premières fois dans cette série, ce qui explique peut-être ce commentaire de Picture on exhibit qui salue le « tour de force » que représentent ces variations autour du bain turc allant du simple dessin jusqu’à l’utilisation des techniques les plus diverses. En effet parmi les techniques expérimentées par Braun dans cette série, on trouve les cadres en bois polychromes qui font partie intégralement de l’œuvre, débordant sur celle-ci et contribuant à sa mise en scène, technique qu’il réutilisera abondamment dans les années 1990, mais aussi des effets de trompe-l'œil qu’il développera en particulier dans sa série suivante sur Poussin. On notera en particulier l’apparition, en contre-point, du quotidien politique et social contemporain, par l’intégration de coupures de presse. Le quotidien péruvien El Comercio qui se fait l’écho des bonnes critiques de la presse spécialisée de New York, rapporte en particulier que William D. Case estime que, contrairement à un grand nombre d’artistes sud-américains qui ont pour travers la négligence et la caricature, Braun surmonte les deux « en équilibrant une exécution spontanée avec un bonne dose de planification et en développant la caricature à un degré comparable à celui de Picasso ou Bacon ». Avec cette série, au Salon des réalités nouvelles de 1973, Herman Braun est l'un des rares artistes exposés qui trouvent grâce auprès du critique d'art Michel Conil-Lacoste.

#### Poussin (1973-1974)

L'Enlèvement des Sabines de Nicolas Poussin se retrouve mélé au coup d'État Chilien de 1973 dans la série du même nom d'Herman Braun.

Depuis la dynamique entamée en 1968 après la découverte des Ménines de Picasso, Braun n’a jamais cessé tout en étudiant les grands maîtres de la peinture d’expérimenter de nouvelles techniques qui à chaque fois viennent augmenter son bagage. Il est maintenant présenté comme le peintre qui a fait de la peinture le sujet de sa peinture. Toutefois il explique sa motivation profonde dans l’entretien à l’atelier avec Jorge Semprún et Eduardo Arroyo : « Vers les années soixante-sept, soixante-huit, j'ai traversé une crise, je me suis interrogé sur la raison pour laquelle je peignais comme je peignais alors, c'était une peinture confidentielle, pour des spécialistes. Le grand public n'y avait pas accès […]. C'est de là qu'est venu ce besoin que j'ai ressenti de clarté formelle et conceptuelle […] . Je me suis soumis à la discipline la plus orthodoxe possible du langage visuel. » et c’est avec la série de tableaux intitulée L'enlèvement des sabines d'après Poussin, une étude technique et iconographique du tableau L'enlèvement des Sabines du Musée du Louvre, que devient parfaitement évidente l’acquisition de cette clarté du langage pictural recherchée par Braun. Cette figuration maîtrisée et précise lui a parfois valu le qualificatif d'hyperréaliste, mais il s'agit d'une erreur d'après le Grand Larousse Universel.
Dans cette série dont la facture froide et efficace "à la Poussin", est baignée d’une chromatique chaleureuse, Braun  porte un regard ironique sur notre « culture de la consommation »  en insérant en trompe l’œil des objets de consommation courante. Mais surtout , en insérant des coupures de presse comme des indices pour déchiffrer sa composition, il mêle à la violence de l’agression de civils par des militaires que représente le tableau de Poussin , la violence d’évènements de son époque comme le coup d’État contre Allende au Chili, ou l’attentat du drugstore de Saint-Germain à Paris. Dans d’autres tableaux, Il se fait aussi le témoin de la situation politique, économique et sociale en France. Marie-Claude Volfin, pour Les Nouvelles Littéraires, fait remarquer que « Contrairement au propos d'Equipo Cronica qui cherche à démystifier la notion de chef-d'œuvre, il n'y a pas parodie dans l'excellent travail d'Herman Braun mais un transfert de valeurs ». En effet, Monique Dittière, pour l’Aurore, souligne que l’étude des anciens pour Braun, une fois encore, n’est qu’un prétexte pour « démontrer d'abord la continuité dans l'art ».
Issu de cette série, le tableau Poussin au quartier de porc rejoint la collection du Fonds National d’Art Contemporain. Cinq autres tableaux de cette série (Reconstitution de l'attentat, De ce jour date une ère nouvelle, Témoin d'un attentat, Enlèvement à la chilienne II et Tout est récupérable) faisaient partie de la collection de Daniel Cordier.

#### Rembrandt, Vermeer, Hals (1975-1977)

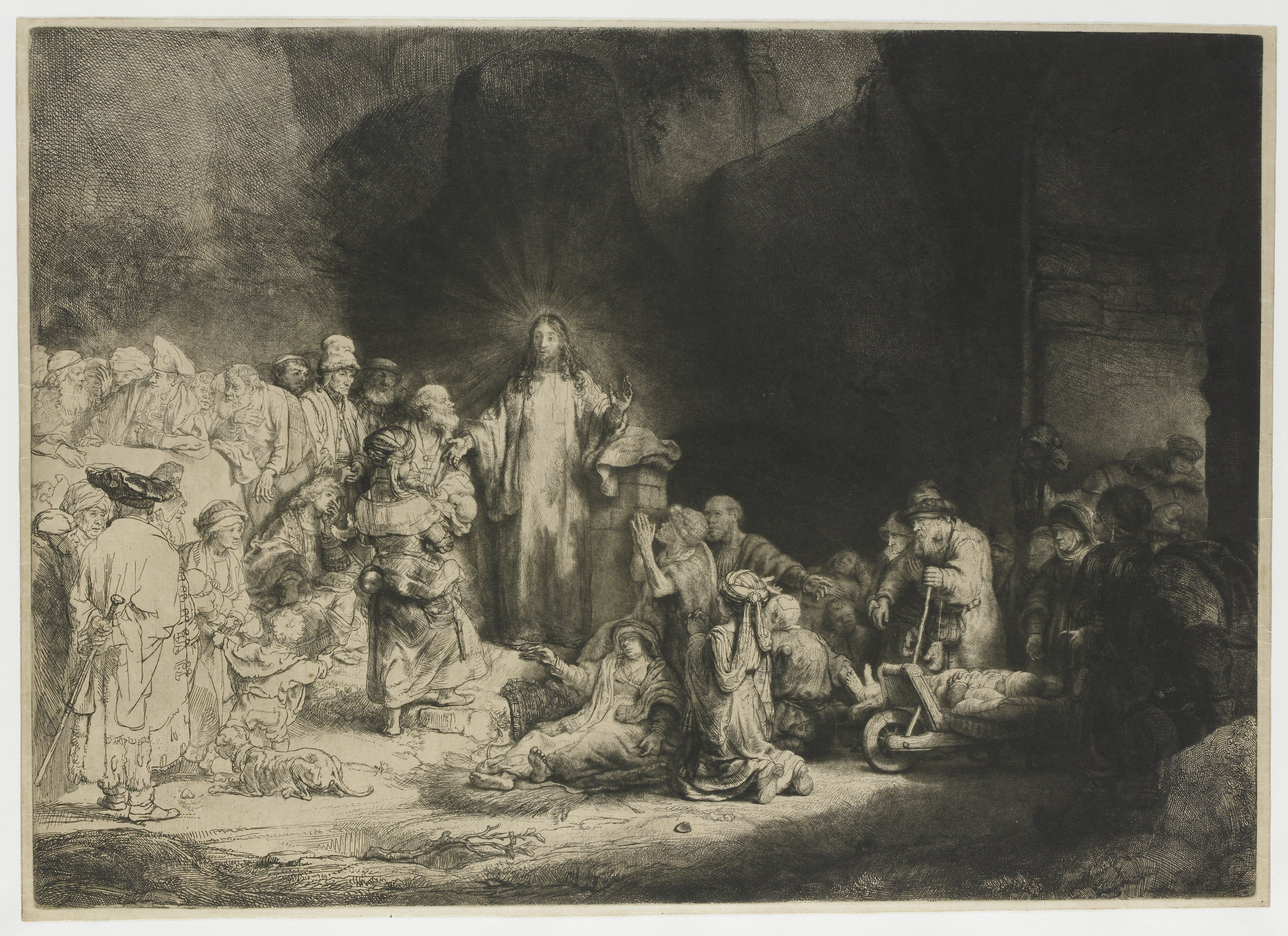
À travers La Pièce aux cent florins de Rembrandt, Herman Braun aborde le problème de la contrefaçon dans son album d'estampes Agressions, mutilations et faux.

Poursuivant son exploration des grands maîtres de la peinture, Braun étudie l’œuvre graphique de Rembrandt au Louvre et au Rijksmuseum. À Amsterdam, il étudie également Vermeer et Hals. Alors que depuis 1966 il a choisi de peindre à l’acrylique qui convient mieux à son rythme de travail plutôt qu’à l’huile qu’il a très vite abandonnée, il centre cette fois  son travail sur des techniques complètement différentes. La production d’estampes n’était pas nouvelle pour lui, mais elle restait en marge de sa production de peintures. Sur les 2 séries qu’il réalise à cette occasion, la première, un album de sept estampes (technique mixte gravure sur cuivre et sérigraphie). Son titre Agressions… Mutilations… Et faux (Rembraun) est motivé par une réflexion sur les falsifications qui affectent la diffusion de la gravure. Elle est réalisée en collaboration avec Rigmor Poenaru, Henri Patez, Baldomero Pestana et Alain Jouffroy qui en écrit le texte de présentation. La seconde est une série de tableaux en technique mixte (aquarelle, crayon, collage et spray sur plexiglas) intitulée Le portrait des choses. Si la technique ne sera pas réutilisée dans ses œuvres futures, les natures mortes, en revanche, tiendront un rôle considérable dans ce qui deviendra sa thématique récurrente « le syncrétisme culturel ». Avec son album d’estampe, Braun confirme un fort parti pris politique qui suscite l’intérêt de Rouge, quotidien de la Ligue communiste révolutionnaire. Il y établit pour la première fois un parallèle entre la leçon d’anatomie de Rembrandt et la photo du Che mort, qu’il reprendra quelques années plus tard dans sa leçon… à la campagne. Braun confirme ce qui était déjà apparu clairement dans sa série Poussin : pour lui, le pastiche est aussi un moyen de faire une critique de la réalité. Le Museo Nacional de Artes Visuales  à Montevideo (Uruguay) possède un exemplaire complet de l'album de sept estampes.

### Les portraits collaboratifs (1978-1980)

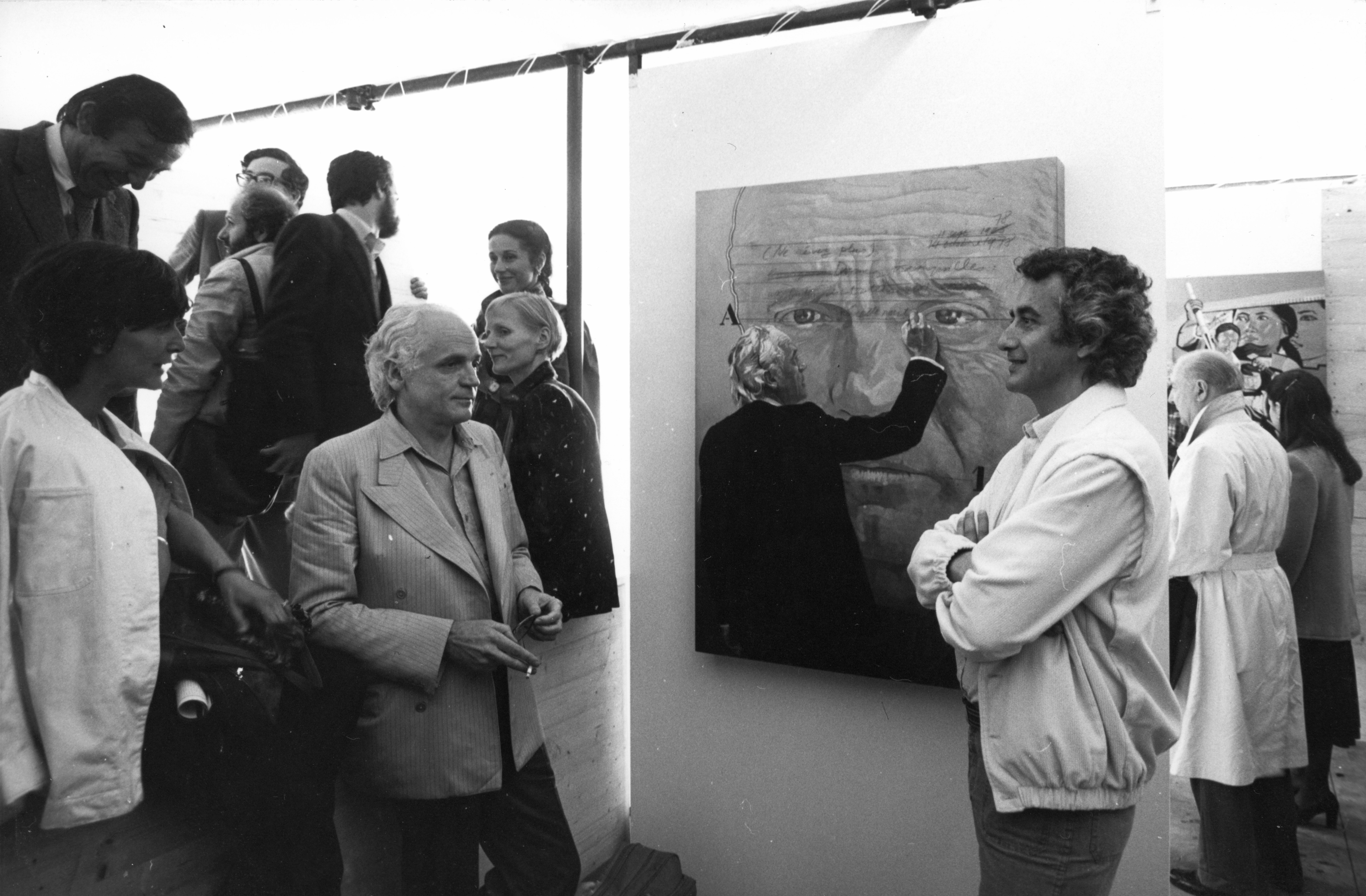
Alain Jouffroy et Herman Braun-Vega devant le portrait du premier par le second à la 39^{e} biennale de Venise, 1980.

À partir de 1978, Herman Braun-Vega commence à peindre des portraits, notamment ceux de ses amis peintres qu'il invite à participer à la gestation des tableaux : Vladimir Veličković et Baldomero Pestana en 1978, Wifredo Lam (collection du Fonds National D'Art Contemporain), Gilles Aillaud et Eduardo Arroyo en 1979, Erró en 1978-1982, Jean Dewasne en 1982, S. William Hayter en 1983, Gérard Fromanger en 1984. Il peint aussi plusieurs écrivains : Alain Jouffroy, Jorge Semprún, Ribeyro, Alfredo Bryce Echenique, Jean-Michel Ribes. C’est à cette époque qu’il prend conscience de l’intérêt de la photographie pour son travail après avoir infligé à son ami Julio Ramón Ribeyro de longues séances de pose.
Il avait déjà réalisé les portraits du photographe José Casals et de l'écrivain Pablo Neruda en 1965, mais il s’agissait de portraits très stylisés. Cette fois, poursuivant son objectif de clarté du langage pictural, Braun réalise des portraits « criants de vérité », entre réalisme et hyper-réalisme. Cependant au-delà de la « virtuosité du peintre », Maïten Bouisset, dans Le Matin de Paris, souligne que l’intérêt de ces portraits réside dans la collaboration entre le peintre et le modèle de sorte que ces portraits ne se résument pas à la restitution de l’aspect physique du modèle mais lèvent également le voile sur sa psychologie, son environnement, ses goûts, son histoire, son activité, etc. Ainsi, Arroyo compose avec des objets personnels la nature morte qui est sur la table devant lui, tandis que Fromanger peint directement sur son portrait les confettis de couleur qui s’échappent du journal. L'exposition de 1996 à la Maison de la Culture de Bourges souligne cette particularité en présentant chaque portrait de peintre accompagné d'une œuvre de l'artiste portraituré.
Dès 1979, son portrait de Veličković est remarqué par le critique Jean-Marie Dunoyer à l'occasion du salon Grands et jeunes d'aujourd'hui au Grand Palais. Pendant deux ans Braun se consacre presque exclusivement à la réalisation de portraits, puis continuera à en faire occasionnellement jusqu’en 2014 avec le portrait de Gilles Ghez. En 1980, il représente le Pérou à la 39e biennale de Venise avec une dizaine de ses portraits.

### Mémoires, métissage, syncrétisme et interpicturalité (1981-2014)

#### Le métissage et le syncrétisme
Si on peut voir une forme de syncrétisme dans ses portraits parce qu’ils résultent d’échanges avec ses contemporains, c’est dans l’exposition de 1981 à Lima que la thématique récurrente du métissage et du syncrétisme culturel s’ancre définitivement et ostensiblement dans son œuvre. Les œuvres présentées dans cette exposition témoignent de l’aboutissement de la métamorphose du peintre (« J’ai travaillé 12 ans pour préparer cette exposition » confie-t-il à La Prensa). On y trouve presque tous les éléments si caractéristiques de son œuvre à venir :
- Clarté du langage pictural
- Appropriation systématique des œuvres d’autres artistes (« Qu’un peintre utilise comme thèmes de ses tableaux des œuvres d’autres peintres n’est pas une nouveauté. La nouveauté, c'est […] d'en faire […] un système. » Julio Ramón Ribeyro)
- Confrontation avec la réalité politique, sociale, économique, culturelle ou quotidienne contemporaine[103]
- Inclusion de coupures de presse qui au-delà de l’effet esthétique, donne des indications sur l’histoire que se raconte le peintre à travers le tableau.

L’appropriation de l’œuvre d’un grand maître n’a plus pour objet de commenter l’œuvre (« On pourrait parler […] de métapeinture, […] mais cette définition est réductrice si l’on tient compte de l’évolution de son œuvre. » Julio Ramón Ribeyro) comme c’était le cas avec la série Vélasquez mis à nu, mais de servir un autre message comme on peut le faire en littérature avec une citation. On peut maintenant parler de citations picturales. Ces dernières se trouvent confrontées à des personnages, paysages, objets contemporains souvent latino-américains, créant ainsi un contraste de temps et de lieu. Cette confrontation fonctionne soit par analogie comme dans Bonjour Monsieur Poussin où la présence d’un char dans les rues d’une ville et L’enlèvement des Sabines de Poussin représentent tous deux des agressions militaires envers des civils, soit par opposition comme dans Buenos dias Vermeer où l’univers feutré de la Jeune Femme à l'aiguière  de Vermeer se retrouve face à une atmosphère de bidonville sud-américain. De cette façon, le peintre livre un témoignage ironique et critique sur son époque.

#### La thématique Nord-Sud

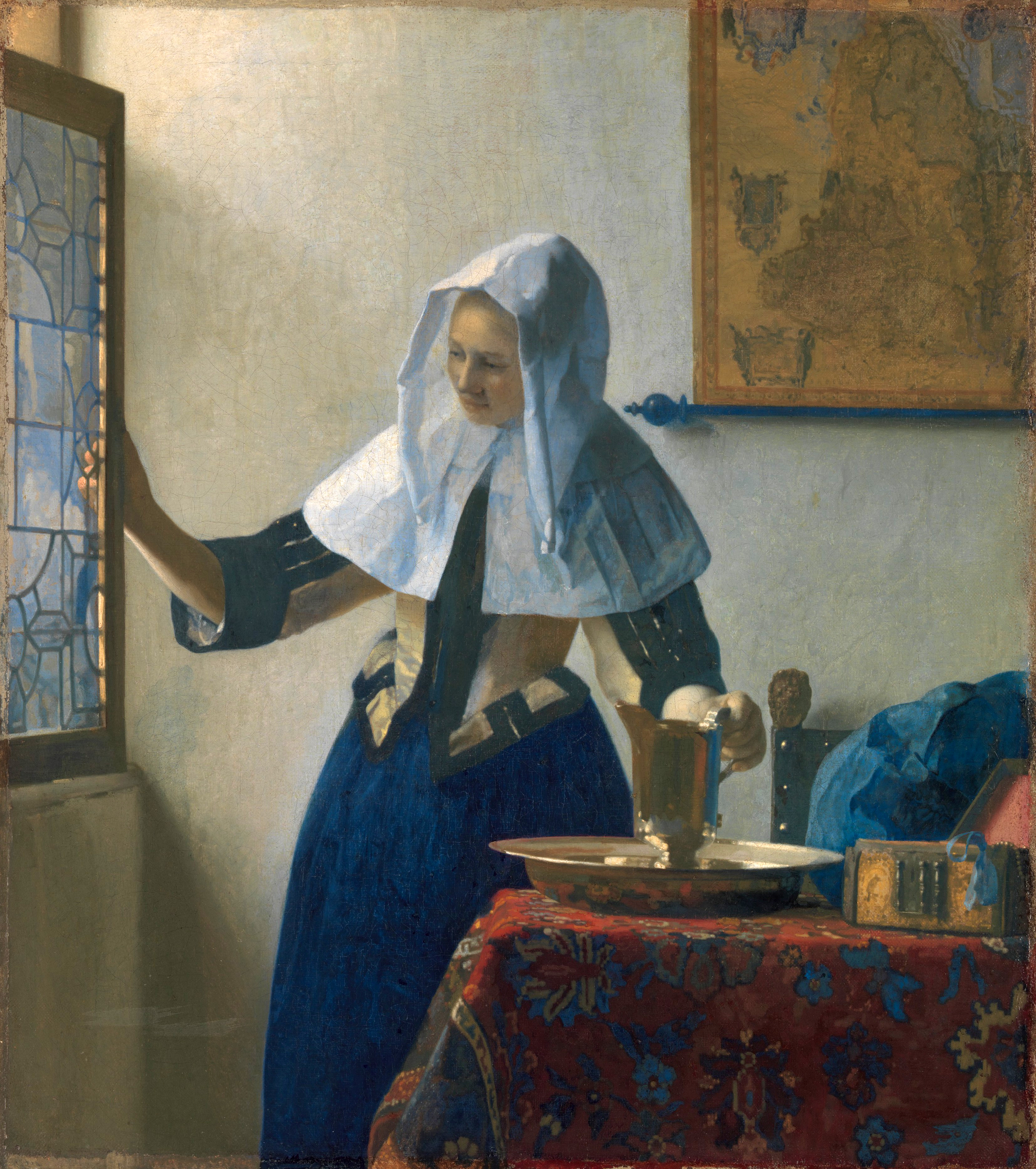
La Jeune Femme à l'aiguière de Vermeer devient la représentante du Nord dans le tableau Buenos dias Vermeer, une allégorie des relations Nord-Sud.

Alain Jouffroy remarque déjà l'omniprésence des problèmes du Tiers-monde dans l'album Agressions, mutilations et faux à travers, par exemple, les mentions "Nord-Sud" dans l'estampe n°IV (1976). Au début des années 1980, Braun-Vega reprend et développe ce thème "Nord-Sud" dans toute une série de dessins et peintures. À partir de 1981 apparaissent, dans certaines de ses œuvres, les points cardinaux Nord et Sud, parfois discrètement, comme sur le papier que tient à la main le pape Innocent X de Vélasquez dans le tableau I love the neutron bomb, ou comme dans le tableau Buenos dias Vermeer, sous forme de graffiti sur la tranche du mur séparant l’univers de la Jeune Femme à l'aiguière de Vermeer de l’univers latino-américain où, associés à la date 1981, ils constituent une référence à la Conférence Nord-Sud de Cancún. On les trouve parfois de façon beaucoup plus évidente avec des lettres rouges comme sur le dessin Nord-sud de la collection FRAC Normandie Caen, ou comme sur les dessins Le bain… d'après Ingres I et Le bain… d'après Ingres II. Dans ces trois derniers dessins, l’axe Nord-Sud sépare symboliquement les personnages d’Ingres, personnifiant le Nord, et jouissant des plaisirs du bain, des personnages contemporains sud-américains qui pendant ce temps s’affairent aux tâches ménagères. Ainsi ces dessins sont des allégories de la relation Nord-Sud où les pays du Nord jouissent du dur labeur des pays du Sud. Cet usage de la confrontation de personnages tirés de la peinture occidentale et de personnages de la réalité quotidienne du peintre pour symboliser les relations Nord-Sud devient récurrente. C’est une clé de lecture possible de certaines de ses œuvres, même si ces dernières ne montrent pas explicitement les points cardinaux Nord et Sud, comme c’est le cas du tableau Les tricheurs (d’après de La Tour), dans lequel la servante du tableau Le tricheur à l’as de carreau de Georges de La Tour est remplacée par une paysanne péruvienne symbolisant la servitude des pays du Tiers-Monde vis-à-vis des pays riches, les tricheurs autour de la table. C'est encore une façon, pour le peintre, de livrer un témoignage ironique et critique sur son époque.

#### L’art témoin

On retrouve Le Tricheur à l'as de carreau de Georges de La Tour dans plusieurs dessins, peintures et estampes de Braun-Vega, dont celle réalisée avec l'écrivain Julio Ramón Ribeyro.

Car Braun à travers son art revendique être un témoin actif de son époque quelle que soit la technique utilisée. Et pour lui, l’exploration d’une nouvelle technique doit être l’occasion de produire un nouvel effet plastique. En 1982, mettant très provisoirement de côté son art de la citation picturale pour se concentrer exclusivement à la dimension testimoniale de son œuvre, il explore une technique nouvelle par laquelle il produit une série de reliefs sur papier intitulée « testimonio ». Dans cette série le mot témoignage prend un double sens. D’une part l’empreinte laissée sur le papier par les vêtements de civils sous l’effet de la presse témoigne de l’existence de l’objet. D’autre part les graphismes ajoutés évoquant le relevé d’une scène de crime se veulent le témoin des violences faites à des civils à travers le monde. Cette série est exposée à la galerie Forum à Lima accompagnée de dessins et d’estampes dans une exposition exclusivement consacrée à ses œuvres sur papier. Deux estampes retiennent particulièrement l’attention de la critique. Celles qu’il a produites en collaboration étroite avec son grand ami l’écrivain Julio Ramón Ribeyro.

« Il ne s’agissait pas seulement pour lui, de bien peindre : “encore fallait-il ne pas peindre pour ne rien dire”, selon les mots de Jean-Luc Chalumeau. »

Témoin de son époque, l’art de Braun-Vega se veut aussi témoin de la mémoire historique avec la réalisation en 1983, à l’occasion du bicentenaire de la naissance de Bolivar, d’un diptyque intitulé Bolivar, luz y penumbras. En 1984, à l’occasion de la 1re biennale de la Havane, Il fait don de ce diptyque à son ami Arnold Belkin pour le Museo del Chopo dont il était le directeur.
Mais Braun développe avant tout une manière très particulière de témoigner de son époque à travers l'utilisation d'une iconographie appartenant à l'histoire de la peinture. Par exemple, dans le tableau ¿Cóme se me ve? (Goya), appropriation du Portrait de la marquise de la Solana de Francisco de Goya, la marquise (l'écrivaine espagnole Rita de Barrenechea) est     transposée sur une plage de Lima face à une jeune métisse enceinte et devient ainsi une allégorie du mépris de classe qui existe au Pérou vis à vis des métis et des indigènes de la part de certains puissants qui se sentent culturellement plus proches des anciens colons espagnols.

#### Braun devient Braun-Vega

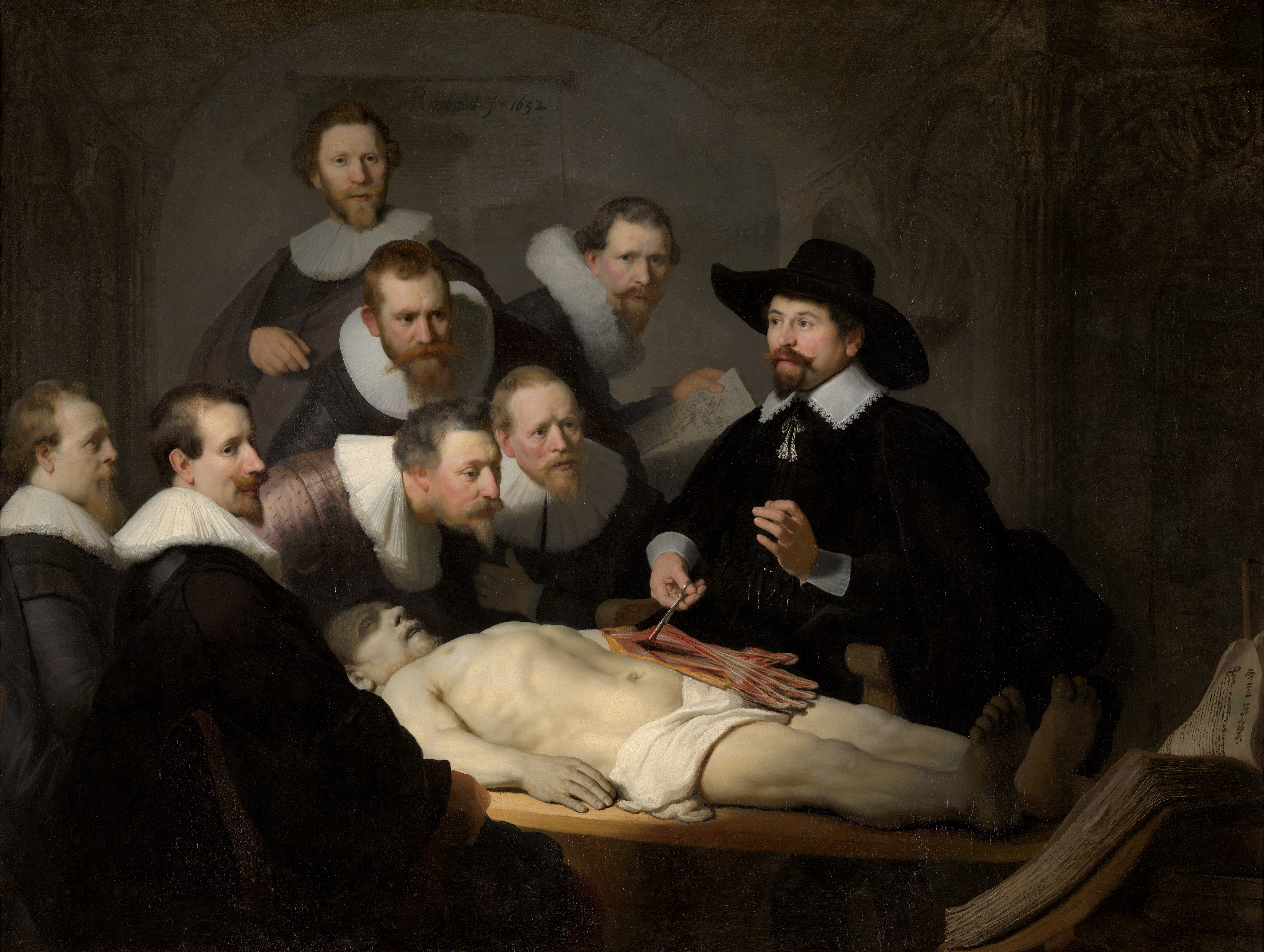
La Leçon d'anatomie de Rembrandt fait l'objet de nombreux détournements dans l'œuvre de Braun-Vega, comme dans La leçon… à la campagne (1984).

La production artistique d’Herman Braun dont les ressorts sont désormais solidement définis se développe maintenant sur des toiles de grand format (2m × 3m) pour une exposition intitulée Paysages Mémoire au Théâtre du Rond-Point à Paris en 1984.
Désormais, comme pour acter sa métamorphose, il signe non plus HB ou Herman Braun, mais Herman Braun-Vega. Au nom de son père Austro-hongrois, il accole à la manière espagnole le nom de sa mère péruvienne comme pour affirmer ses origines métissées. La thématique du métissage et du syncrétisme ainsi directement associée à l’artiste lui-même restera omniprésente dans tout le reste de son œuvre.
Sensible à la capacité de Braun-Vega de restituer librement l’esprit des artistes dont il nourrit sa peinture, le critique Jean-Luc Chalumeau qui apprécie son « irréalisme flamboyant », souligne l’habileté avec laquelle il joue avec le grain de la toile écrue comme s’il s’agissait d’une couleur à part entière sur sa palette. C’est une autre caractéristique technique récurrente dans sa peinture, laissant apparaître par endroit la matière brute du support, également lorsqu’il peint sur panneau en bois.
Les huit grands formats de la série Paysages Mémoire qu’il expose en 1985 à la 18e biennale de Sao Paulo font de lui « la vedette de la biennale » selon les dires de la commissaire de l’exposition. Parmi ceux-ci, on peut citer Pourquoi pas eux ?, plaidoyer irrévérencieux pour la vulgarisation de la culture, où la Grande Odalisque d’Ingres est offerte à la curiosité des enfants (collection du musée de la ville de Maubeuge) et La leçon… à la campagne, inspiré par l’analogie entre la leçon d’anatomie de Rembrandt et la photo de la dépouille du Che (collection du Mémorial de l’Amérique latine à Sao Paulo).

#### Le nu, révélateur de diversité

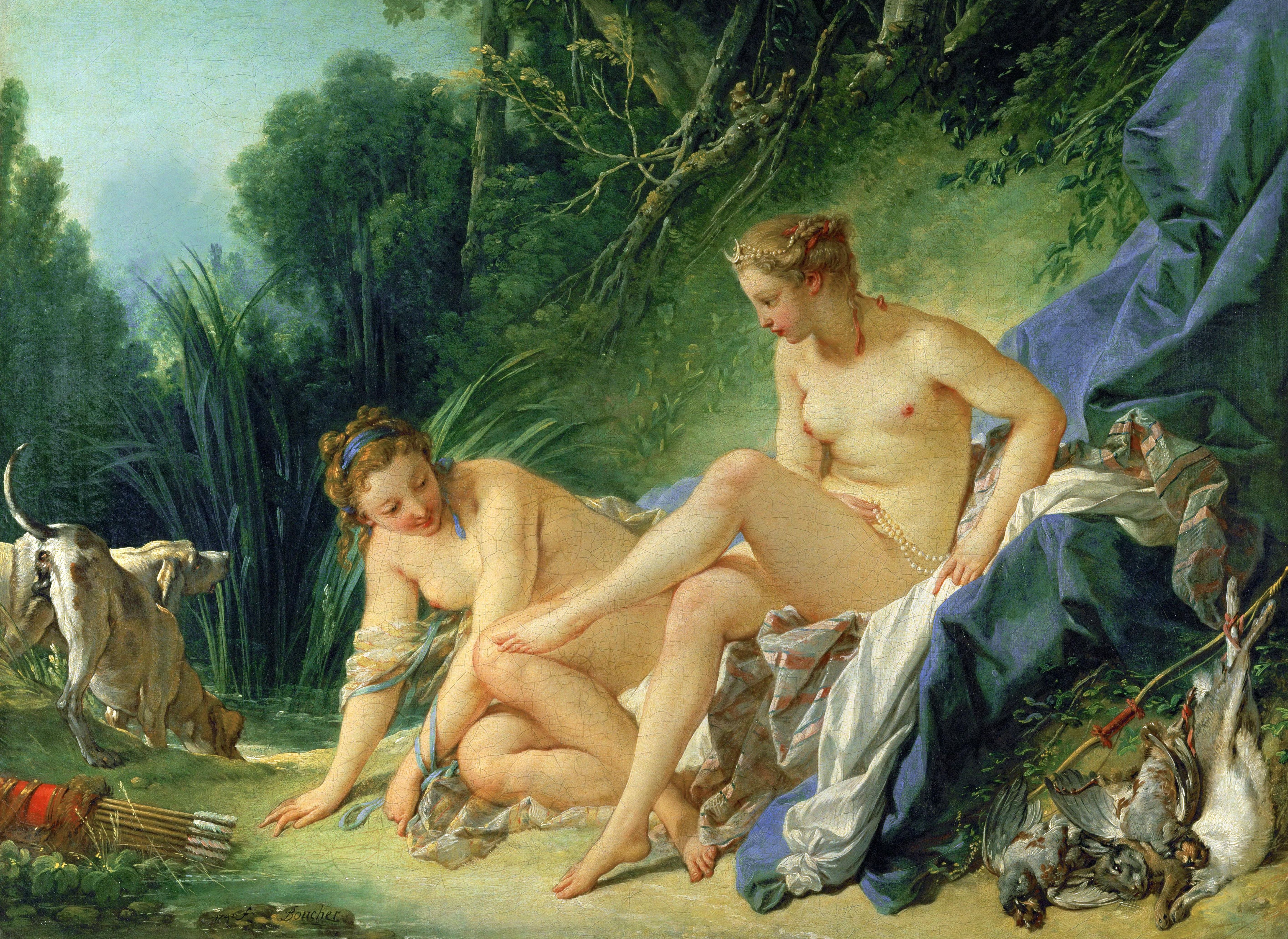
La Diane de François Boucher se retrouve en présence de nus métisses dans Diane des tropiques.

Dans le prolongement de sa série Paysages Mémoire, sa nouvelle exposition en 1987 à Paris à la galerie Pascal Gabert intitulée Mémoires dénudées élargit son champ d’investigation en faisant une large place au nu. Il y avait déjà des nus dans sa série Paysages mémoire, mais ils étaient en quelque sorte imposés par les citations de ses maîtres en peinture comme le nu du déjeuner sur l’herbe de Manet dans le tableau Encore un déjeuner sur le sable ou la baigneuse d’Ingres dans le tableau Le bain à Barranco. Cette fois il déshabille également ses contemporains. Au-delà des considérations esthétiques, c’est aussi pour Braun-Vega le moyen de montrer ses contemporains dans leur diversité ethnique. Il surprend le spectateur en mettant la Diane de Boucher en présence de deux métisses nues  et exprime ainsi, d’après Julio Ramon Ribeyro, l’émergenge d’un monde multiracial et multiculturel issu du métissage et du syncrétisme. Cela n’excluant pas une certaine dose d’humour comme dans le tableau Don Alfredo ou la Venus dans la chambre rouge où il représente le romancier péruvien Alfredo Bryce Echenique ajustant ses lunettes pour mieux se délecter de la vue de la Vénus au miroir de Vélasquez. Et cela n’excluant pas non plus d’ajouter d’autres messages comme dans cette reprise des Ménines de 1987 où il remplace dans le miroir du fond de la pièce, les reflets du roi et de la reine, symboles à cet endroit de l’omniprésence du pouvoir, par le pape Jean-Paul II recevant Kurt Waldheim et tenant en même temps à la main le journal Libération titrant sur la condamnation de Klaus Barbie. Ce tableau intitulé Double éclairage sur occident dénonce le pouvoir de l’Église d’exonérer un ancien nazi de ses fautes et en même temps représente la diversité ethnique existant dans un pays comme la France.

#### L'hommage à Toulouse-Lautrec

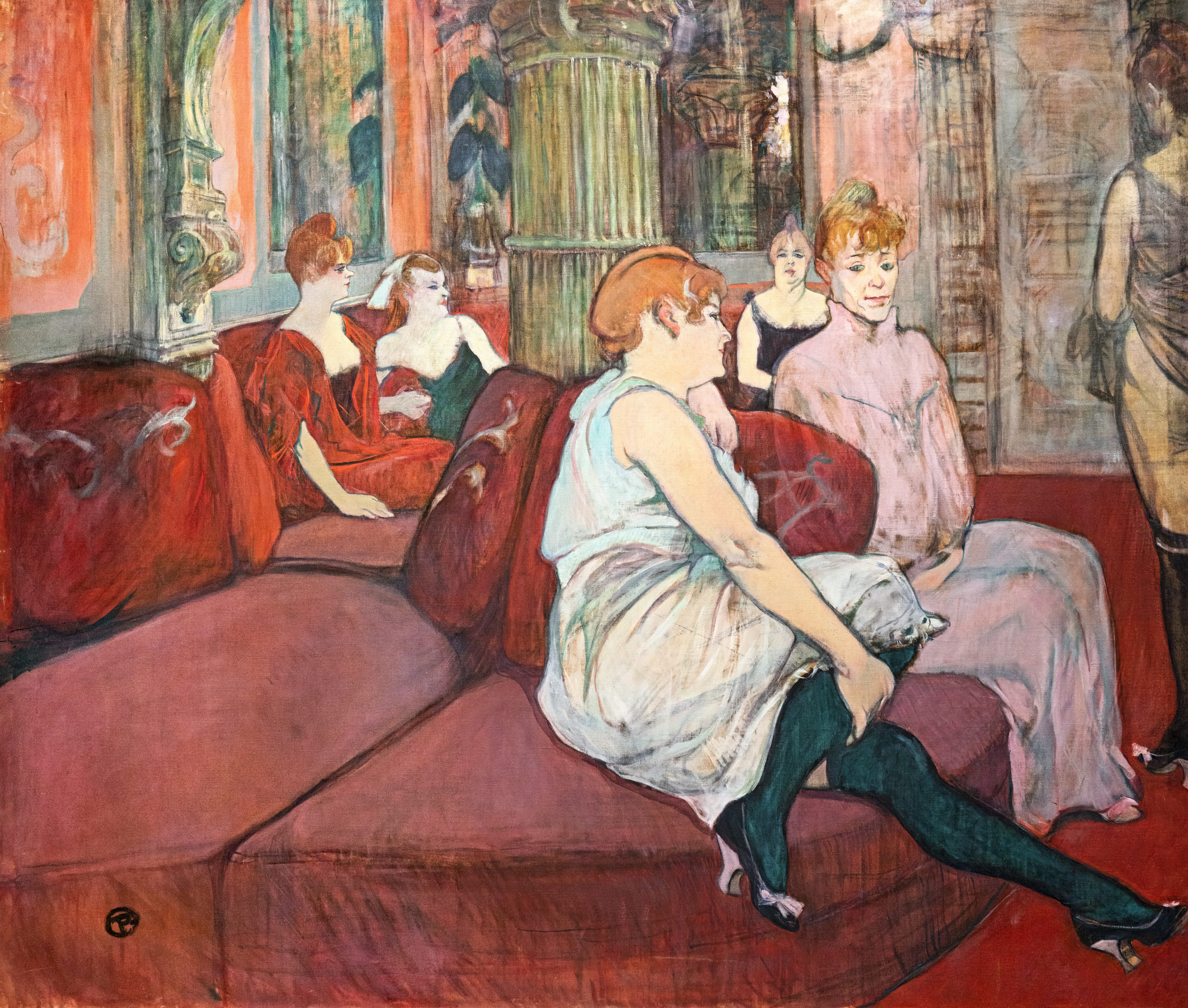
Braun-Vega fait référence au Salon de la rue des moulins dans deux de ses tableaux de la série Tek-nik en hommage à Toulouse-Lautrec.

En 1991, à l'occasion de l'année Toulouse-Lautrec, Braun-Vega produit une série en hommage à ce dernier pour une exposition au musée Toulouse-Lautrec d'Albi. Cette série est aussi parfois appelée série des Tek-nik, parce que les titres de tous les tableaux qui la composent commencent par ce mot dont Toulouse-Lautrec aimait ponctuer ses phrases,. Le titre du tableau Tek-nik des ablutions, par exemple, est directement tiré d'une citation de Toulouse-Lautrec relative à sa fréquentation assidue des maisons closes.
Cette série composée de cinq œuvres dont un triptyque, témoigne du solide bagage accumulé par Braun-Vega pendant de longues années d'introspections, de sa maîtrise de la composition et de sa connaissance approfondie de l'histoire de l'art à laquelle il multiplie les clins d'œil. Plus que de simples projections extra-picturales, cet hommage est davantage axé sur la personnalité de Toulouse-Lautrec et son influence dans l'histoire de l'art en particulier sur Picasso.
En effet, dans le tableau Tek-nik des Admirations (Toulouse-Lautrec, Picasso), on trouve Toulouse-Lautrec tendant un miroir à Picasso. Dans Tek-nik gonfalonière, Braun-Vega reproduit un autoportrait de Picasso à 20 ans à cause de sa similitude avec l'autoportrait de Toulouse-Lautrec à 16 ans, qu'il place devant une fenêtre par laquelle on aperçoit une vue d'Albi depuis le musée Toulouse Lautrec. On trouve encore Picasso dans le panneau droit du triptyque Tek-nik Me-tek tandis que Toulouse-Lautrec se trouve dans le panneau gauche. Le titre de ce triptyque le rattache explicitement au thème récurrent du métissage culturel. Il y est question de l'influence orientale sur l'occident avec un Toulouse-Lautrec facétieux déguisé en Japonais. Il y est aussi question de sexualité et du goût prononcé de Toulouse-Lautrec et de Picasso pour les femmes. Ainsi le panneau central reprend le tableau Salon de la rue des moulins de Toulouse-Lautrec dans lequel Braun Vega glisse ses propres nus. On retrouve le Salon de la rue des moulins en train d'être immortalisé par Toulouse-Lautrec dans le tableau Tek-nik du Cheik dans lequel est encore affiché le goût de Toulouse-Lautrec pour les déguisements. On retrouve encore cet aspect de la personnalité de Toulouse-Lautrec dans Tek-nik des ablutions ou il est travesti avec les vêtements de Jane Avril.
Tous les tableaux de cette série sont des acryliques sur panneaux dont les cadres en bois sont peints en trompe-l'œil et sur lesquels déborde la composition, donnant un effet tridimensionnel. Bien que Braun-Vega ne se revendique d'aucun courant artistique, la richesse de la composition, la lumière, la symbolique, le rapport entre le support et le cadre suggèrent un travail basé sur le concept de totalité rappelant le Gesamtkunstwerk. Cette série, tout en offrant un florilège de techniques et de thèmes développés par Braun-Vega durant de longues années de recherches pour forger un langage pictural et faire de son art un moyen privilégié de communication avec le public, préfigure également, par ses références à Picasso et à Cézanne, le développement futur du thème des filiations artistiques.
Après cette série de 1991, Braun-Vega fera encore ponctuellement référence à Toulouse-Lautrec à travers La Clownesse Cha-U-Kao dans La facture (1993) et Don Alfredo et la fleur de Toulouse (2000) et, à nouveau, à travers le Salon de la rue des moulins dans La chambre rouge au Parc de Sceaux (Manet et Toulouse-Lautrec) (2001).

#### La rétrospective de Madrid.

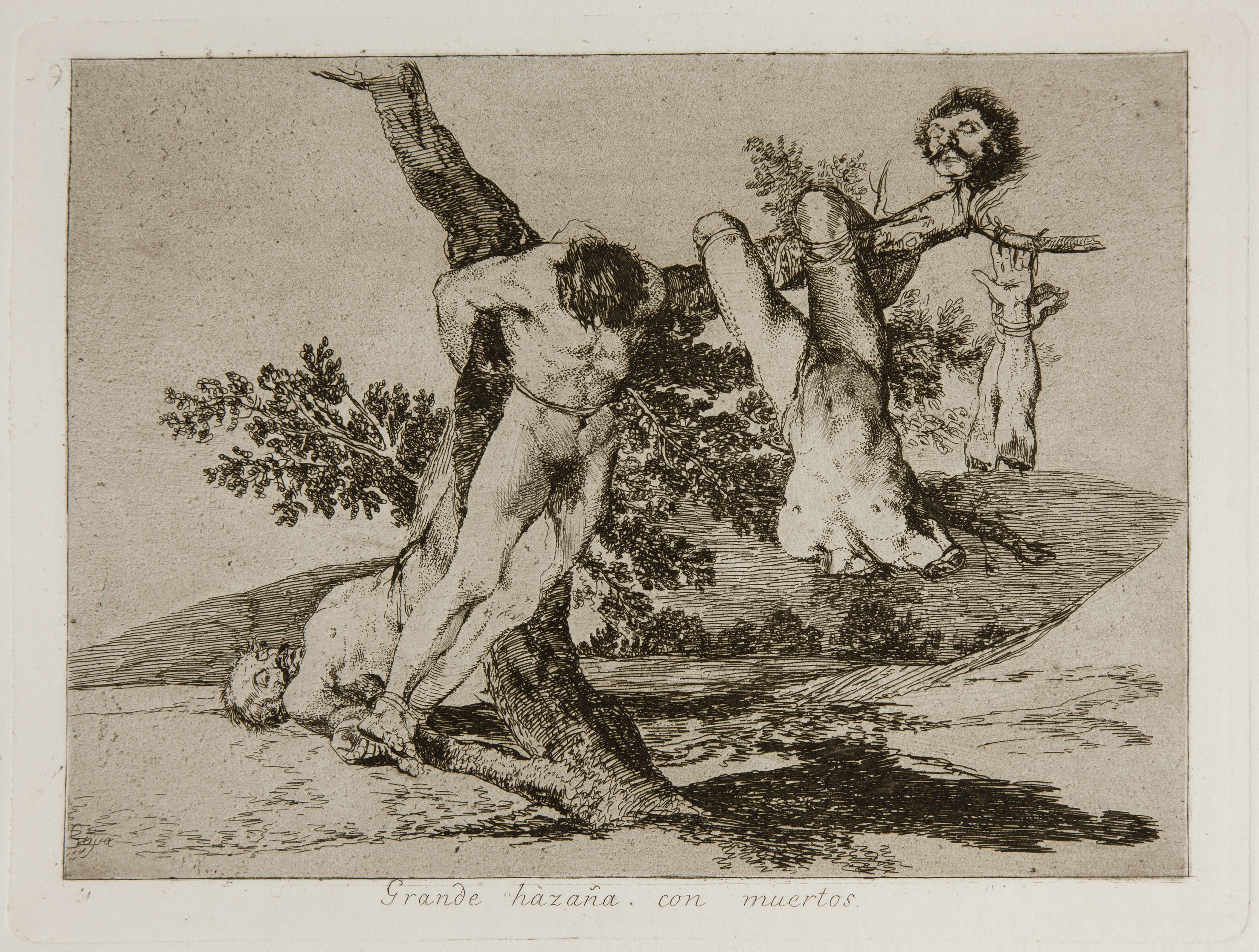
L'une des nombreuses gravures de Goya utilisées dans la série Pérou-Espagne réalisée pour l'exposition de Madrid.

Après deux premières expositions rétrospectives en France, à Montluçon et Chamalières en 1987 et à Maubeuge en 1989, celle de Madrid en 1992 est organisée par le Centre National des Expositions du Ministère de la Culture Espagnol au Musée Espagnol d'Art Contemporain dans le contexte du cinquième centenaire de la découverte de l'Amérique par Christophe Colomb, évènement qui du côté américain est plutôt vu comme la rencontre entre deux mondes. L'œuvre de Braun-Vega qui depuis 1980 fait dialoguer ces deux mondes en mettant les œuvres des grands maîtres de la peinture européenne au contact de la réalité quotidienne, sociale et politique du Pérou, était donc parfaitement adaptée pour commémorer cet événement. Néanmoins, Braun-Vega produit spécialement pour la circonstance une série intitulée Pérou-Espagne: mémoires dénudées dans laquelle il s’intéresse plus particulièrement aux conséquences de cette rencontre, aussi brutale fut elle, et au métissage ethnique et culturel qui en a résulté. Dans la présentation du catalogue de l'exposition, Federico Mayor, directeur général de l'UNESCO, souligne l'efficacité du vecteur pictural que sont les œuvres de Braun-Vega pour éveiller les consciences de l'Europe aux réalités de l'Amérique Latine.
Pour la première fois dans cette nouvelle série, apparaissent des références au chroniqueur péruvien Felipe Guamán Poma de Ayala, métis ayant parcouru le Pérou pour témoigner des conditions de vie des autochtones sous la domination espagnole. Les transferts d'encre des dessins de Felipe Guamán Poma de Ayala estompent la frontière entre les références historiques qu'on y trouve et les références artistiques aux gravures de Goya, entre l'histoire de la colonisation espagnole et l'actualité des transferts d'articles de presse. L'un des tableaux de cette série, consacré à Inca Garcilaso de la Vega, autre figure du métissage, qui contrairement à Felipe Guamán Poma de Ayala, a quitté le Pérou pour partir vivre en Espagne, fait partie de la collection de la Casa de América de Madrid. Un autre, intitulé La realidad…es asi ! n°2 a rejoint la collection du Musée de l'Hôtel Bertrand de Châteauroux. Une grande partie des autres tableaux de cette série ont été achetés par les musées Ralli et en particulier, le triptyque La familia informal que l'on trouve dans l'exposition permanente du musée Ralli Marbella en Espagne parmi les cinq œuvres clés pour comprendre la Collection Ralli.

#### Des natures mortes, objets syncrétiques

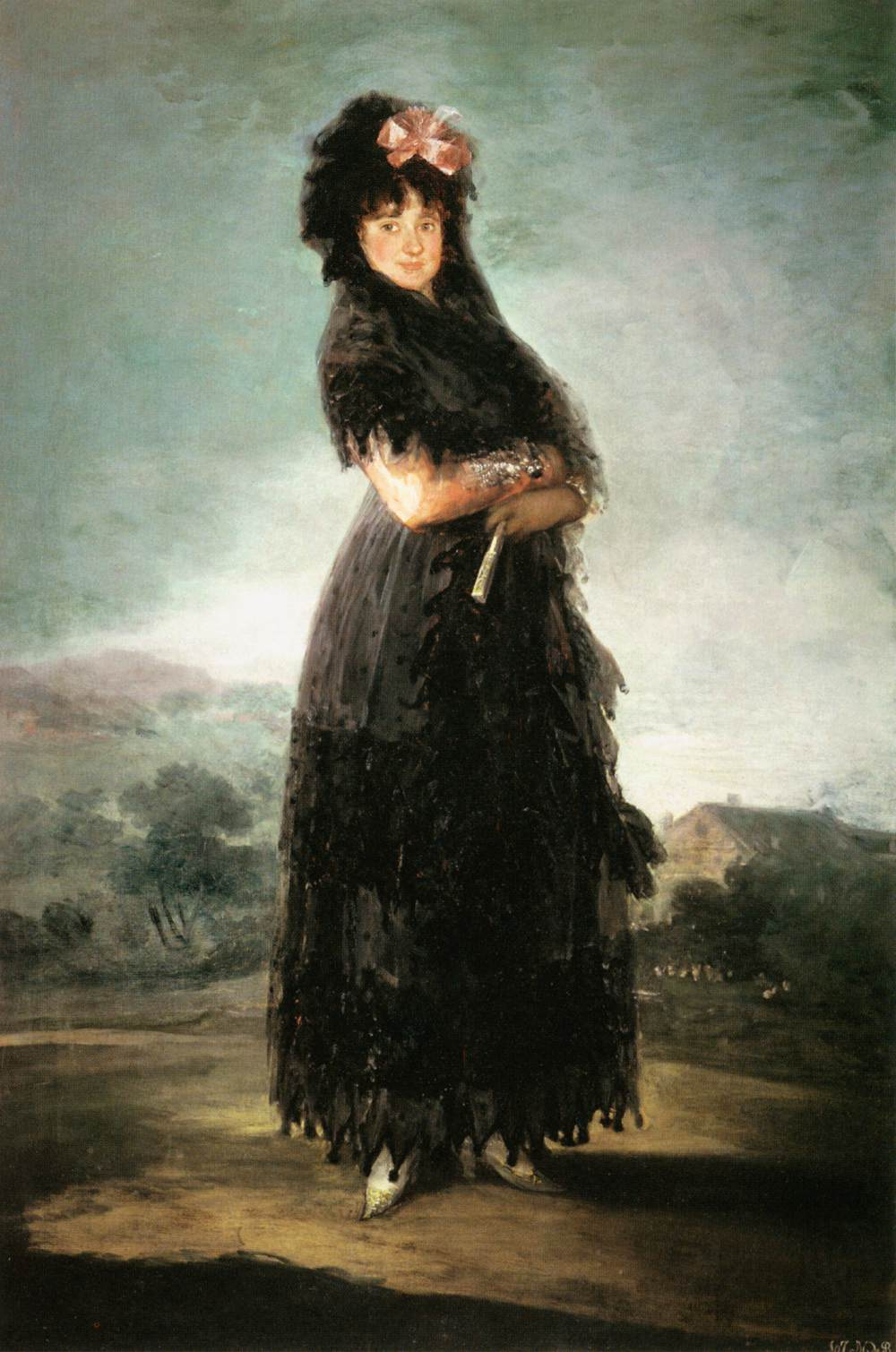
On retrouve le portrait de Marie-Anne Waldstein réalisé par Goya dans plusieurs tableaux de Braun-Vega et notamment dans La realidad…es asi ! n°2 (Goya).

Braun-Vega construit son œuvre autour du syncrétisme et du métissage artistique et culturel, ethnique et politique. Le syncrétisme s'exprime par exemple lorsqu'il introduit dans ses tableaux des fragments d'époques différentes de l'iconographie de la peinture occidentale, ou lorsqu'il confronte aux nus européens des nus métissés d'origines diverses. Au début des années 1990, il introduit dans son œuvre un grand nombre de natures mortes dans des tableaux, souvent de plus petite taille, peints sur des panneaux en bois augmentés de reliefs qui s’harmonisent avec les volumes et la perspective du tableau. Ce faisant, il renoue avec cette technique qu’il avait exploré en 1972 dans sa série Le bain turc à New-York, où le cadre fait partie intégrante de l’œuvre, débordant sur celle-ci et vice versa. Mais pour autant, Braun-Vega n’abandonne pas tout ce dont il a enrichi son œuvre entre-temps.
Ainsi, certaines de ses natures mortes entrent en dialogue avec celles de Cézanne comme dans Bodegón con piña (1991) ou Nature exotique (1993). Mais elles peuvent aussi être le premier plan d’un dialogue avec Toulouse-Lautrec comme dans La Factura (1993), Picasso comme dans Nature tragique n°1, ou Goya comme dans La realidad…es asi ! N°2 (1992) de la collection du Musée Bertrand de Châteauroux. Dans tous les cas, ce que tient à souligner le peintre à travers ces ensembles de fruits et légumes plus ou moins exotiques, c’est que certains parmi ceux qui nous paraissent les plus familiers sont en réalité originaires d’autres continents. La dimension syncrétique de ses natures mortes, il la revendique sans relâche, même bien plus tard lorsqu’il fait apparaître une nature morte au milieu d’une composition beaucoup plus vaste comme c’est le cas dans le tableau Rencontres inattendues sur le Vieux Port (d'après Vélasquez).

#### Sa collaboration avec l'Éducation nationale
Dans le cadre d'un projet de l'Éducation nationale relatif à l’éducation artistique se donnant pour objet de rendre la culture accessible à tous, l'académie d'Orléans-Tours organise entre 1995 et 1996 une série d'expositions des œuvres d'Herman Braun-Vega dans sept villes françaises (Orléans, Tours, Châteauroux, Rezé, Besançon, Bourges et Blois). C'est parce que sa peinture, tout en livrant une vision de la culture européenne venue d'un autre continent est perçue comme une invitation à découvrir d'autres cultures, qu'elle a intéressé les organisateurs de ce programme cherchant à valoriser la culture comme un vecteur d'harmonie.
Braun-Vega s'implique sans réserve dans le projet. Il accepte volontiers de venir expliquer ses tableaux aux élèves des écoles qui visitent les expositions. Il témoigne de ses origines métissées, expliquant qu'il ne serait pas là si les Espagnols n'avaient pas découvert le continent américain, condamnant non pas la venue des Espagnols mais seulement la violence qui l'a accompagnée et revendiquant le métissage culturel qui en a résulté et qui apparaît de manière évidente dans ses œuvres. Il revendique le devoir de mémoire pour éviter de tomber dans la barbarie, fait de sa peinture un véritable moyen de connaissance. Les éditeurs de manuels scolaires ont d'ailleurs bien remarqué la valeur pédagogique de ces œuvres puisque depuis 1984, des dizaines de manuels d'espagnols destinés aux élèves français sont illustrés avec des œuvres de Braun-Vega qui endosse très consciencieusement son rôle d'artiste pédagogue, allant jusqu'à participer aux activités des élèves.

#### Le maître de l'interpicturalité

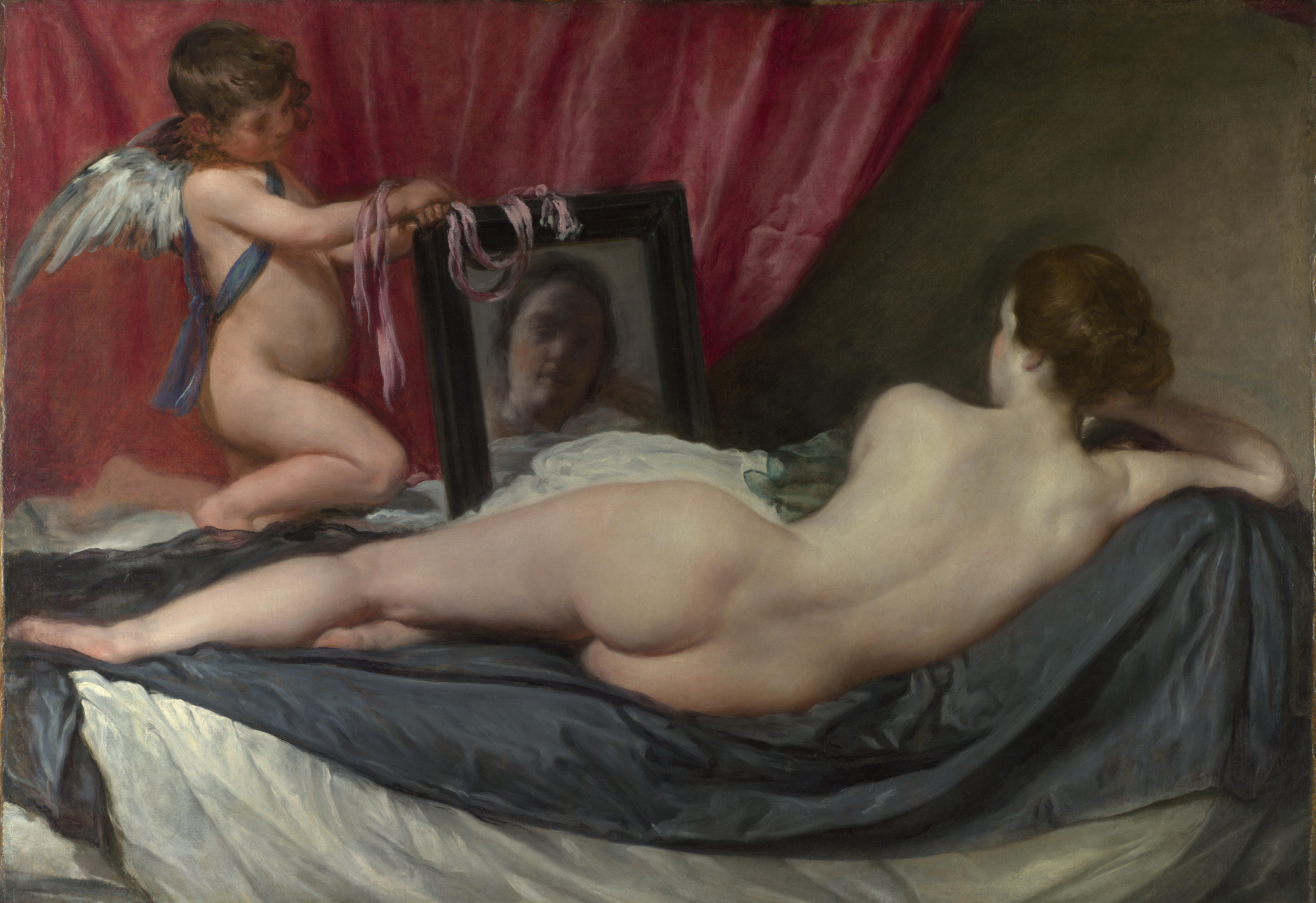
La Vénus à son miroir, malgré la différence de style, forme, avec Les demoiselles d'Avignon, un ensemble cohérent dans le tableau Après le bain…

Commentant son tableau Músico en el mercado, Braun-Vega déclare au milieu des années 1990 vouloir s'affranchir de ses habituelles références à l'iconographie occidentale, ne conservant que les mélanges de style décrits par Jean-Luc Chalumeau. Il dit avoir décidé « d'hériter » de lui-même, se concentrant sur l'aspect formel de son propre héritage comme on peut le voir dans certaines de ses natures mortes où l'on ne trouve ni contenu social ou politique, ni références à l'iconographie occidentale. C'est le cas par exemple de Nature méditerranéenne (1993), Compotier aux chirimoyas (1994), ou Mercadillo (1995), mais ces exemples demeurent l'exception. En effet l'artiste se fait « rattraper », comme il le dit lui-même, par ses inclinations naturelles.
Et en effet, en dehors de ses portraits, ses œuvres à partir de 1980 contiennent quasi systématiquement des citations picturales. De sorte que pour certains critiques, l'appropriation constitue la caractéristique principale de son œuvre. Cette caractéristique lui vaut d'être qualifié de "maître de l'interpicturalité" par l'écrivain chilien Roberto Gac, qualificatif repris par la presse à l'annonce de sa disparition. Toutefois l'appropriation pratiquée par Braun-Vega n'est pas seulement remarquable parce qu'elle est systématique. Le peintre établit un dialogue avec l'image appropriée qui, replacée dans un nouveau contexte, se trouve chargée d'un nouveau contenu, d'une nouvelle signification. Au niveau formel, son art de l'appropriation est également remarquable pour sa maîtrise du métissage des styles. Ainsi il n'est pas rare que la peinture de Vélasquez rencontre celle de Picasso au sein d'un même tableau comme par exemple dans Après le bain… (Vélasquez, Rembrandt, Picasso) où la Vénus à son miroir côtoie Les demoiselles d'Avignon. Mais, ce faisant, Braun-Vega reste toujours guidé par le souci d'obtenir un ensemble cohérent.

#### La polémique de l'art liquide

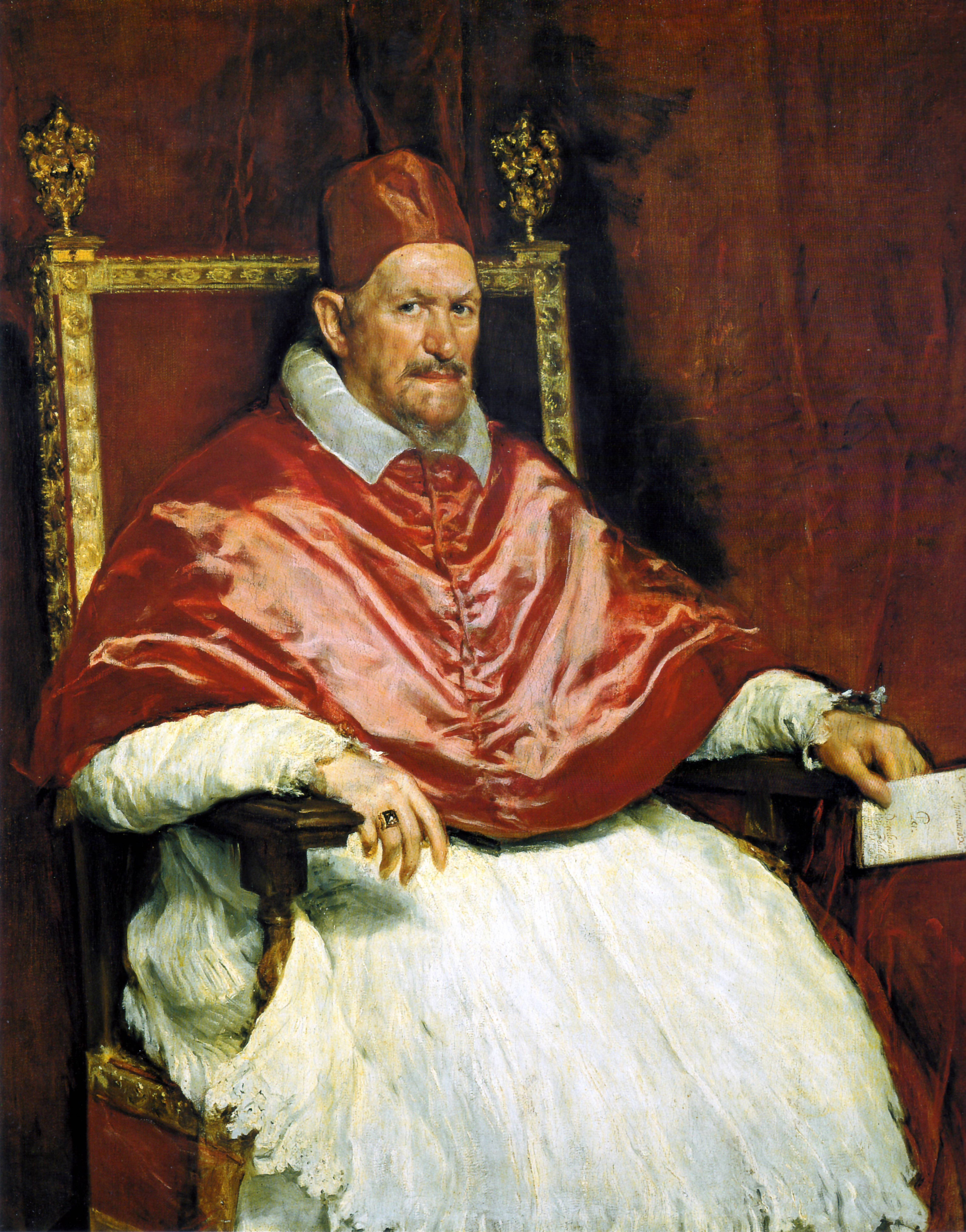
Avec ses appropriations du Portrait d'Innocent X de Vélasquez, Herman Braun dénonce le double jeu de l'Église.

Le sociologue Zygmunt Bauman, dans son livre La vie liquide, désigne Braun-Vega comme l'un des représentants les plus remarquables de l'art liquide, avec Manolo Valdés et Jacques Villeglé. Bauman qui découvre les œuvres de Braun-Vega au Carrousel du Louvre à la cinquième édition du salon Art Paris y voit des rencontres impossibles entre des personnages contemporains et d'autres personnages issus de tableaux célèbres d'une autre époque. Il interprète ces anachronismes comme une perte de repères dans le temps et estime que ces œuvres sont représentatives du monde liquide où le temps s'écoule sans avancer, où se confondent début et fin, progression et régression, apprentissage et oubli, rendant impossible toute planification, tout projet.
Dès la sortie du livre, Braun-Vega écrit une lettre à Bauman dans laquelle il réfute catégoriquement cette analyse de son œuvre, expliquant qu'au contraire il s'emploie depuis 35 ans à dénoncer ce monde liquide, un monde sans mémoire. Il envoie également un courrier à l'éditeur qui sera publié l'année suivante dans le livre Arte, ¿líquido?. Dans cette lettre, pour appuyer son propos, il reprend les uns après les autres les tableaux qu'il réussit à identifier d'après les descriptions faites par Bauman. Il explique par exemple que le tableau qui représente le pape Innocent X de Vélasquez tenant à la main non pas une déclaration de Jean-Paul II comme dans la description de Bauman, mais un journal qui commente la pédophilie dans l’Église des États-Unis, s'intitule Laissez venir à moi les petits enfants…, un titre ironique qui reprend une phrase de la bible. Dans ce tableau comme dans les autres, l'anachronisme introduit par Braun-Vega n'est pas gratuit. Dans le cas présent il suggère une continuité dans l'Histoire. Derrière le pape Innocent X le personnage tiré d'un tableau de Caravage qui était protégé par les dignitaires du Vatican malgré sa vie dissolue rappelle que l'Église a toujours eu une attitude hypocrite par rapport à la sexualité. Braun-Vega dont l'œuvre est construit en réaction au monde liquide pour lutter contre le non-sens et l'oubli conclut dans sa lettre que son art est aux antipodes de la culture liquide définie par Bauman.

#### Le peintre de la mémoire
Pour Braun-Vega, nous manquons de mémoire. Les événements dramatiques de l'actualité montrent que nous ne savons pas tirer les leçons du passé. C'est donc pour nous alerter qu'il choisit de fixer la mémoire de certains de ces évènements dans ses tableaux grâce à des transferts d'encre de coupures de presse. Il veut transmettre cette mémoire et pour toucher le public le plus large possible, le peintre cherche à activer la mémoire du spectateur en adoptant la stratégie des trois mémoires qui représentent différentes portes d'entrée plus ou moins faciles d’accès au contenu de ses tableaux. Braun-Vega distingue la mémoire cultivée ou historique à travers l'iconographie des grands maîtres, la mémoire sociale et politique à travers l'introduction de situations contemporaines et aussi la mémoire du vécu individuel, du quotidien. Tandis que la première est principalement accessible aux personnes cultivées qui reconnaîtrons les références à l'histoire de l'art ou qui seront interpelées par une sensation de déjà vu, la mémoire sociale et politique est sollicitée chez toute personne ayant la curiosité de déchiffrer les transferts de coupures de presse. Enfin la mémoire du quotidien est accessible même pour les enfants qui reconnaîtrons sans peine ce qui est figuré grâce au langage pictural clair adopté par Braun-Vega. Ainsi chaque spectateur peut trouver un ancrage en faisant appel à sa mémoire.

#### Le jeu des filiations

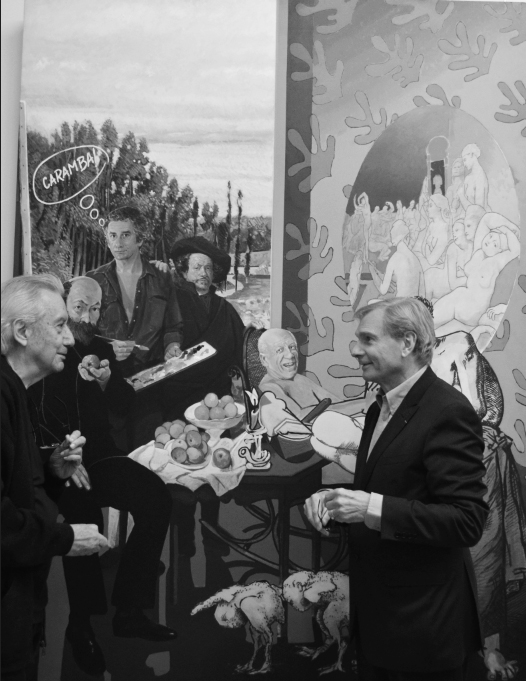
Herman Braun-Vega (à gauche) avec Jean-Luc Chalumeau devant le tableau ¡Caramba!

Après une série d'expositions intitulées Mémoires entre 2005 et 2009 suit une série d'expositions intitulées Mémoires et filiations entre 2010 et 2015. Depuis qu'il a commencé à faire explicitement des références à l'histoire de l'art, Braun-Vega s'intéresse aux filiations artistiques qui existent entre les grands maîtres de la peinture. Il avait déjà explicitement dévoilé ses maîtres en peinture en 1983 dans son tableau ¡Caramba! répondant à l'appel de Jean-Luc Chalumeau pour une exposition collective intitulée Tel peintre, Quels Maîtres ? à la galerie Christian Cheneau à Paris. Mais dans ses dernières années il cherche de façon récurrente à mettre en évidence les filiations qui tissent son œuvre. Ainsi son tableau Que tal? Don Francisco à Bordeaux ou le rêve du Novillero est motivé par l'influence successive de Vélasquez sur Goya, puis de ces deux derniers sur Monet et enfin de Monet sur Manet. Dans le tableau Paul retouchant un tableau de Henri, ce sont des relations entre Gauguin et Matisse dont il est question. Et c'est la double relation d'amitié et de rivalité entre Matisse et Picasso qu'il peint dans le tableau Don Pablo baila un huayno (danza andina de la sierra peruana) bajo la mirada sorprendida de Matisse. Braun-Vega considère que les peintres forment une grande famille et c'est de cette famille dont il est question dans son Autoportrait en famille où il se représente en compagnie de Picasso, Vélasquez et Rembrandt.

## Distinctions et hommages

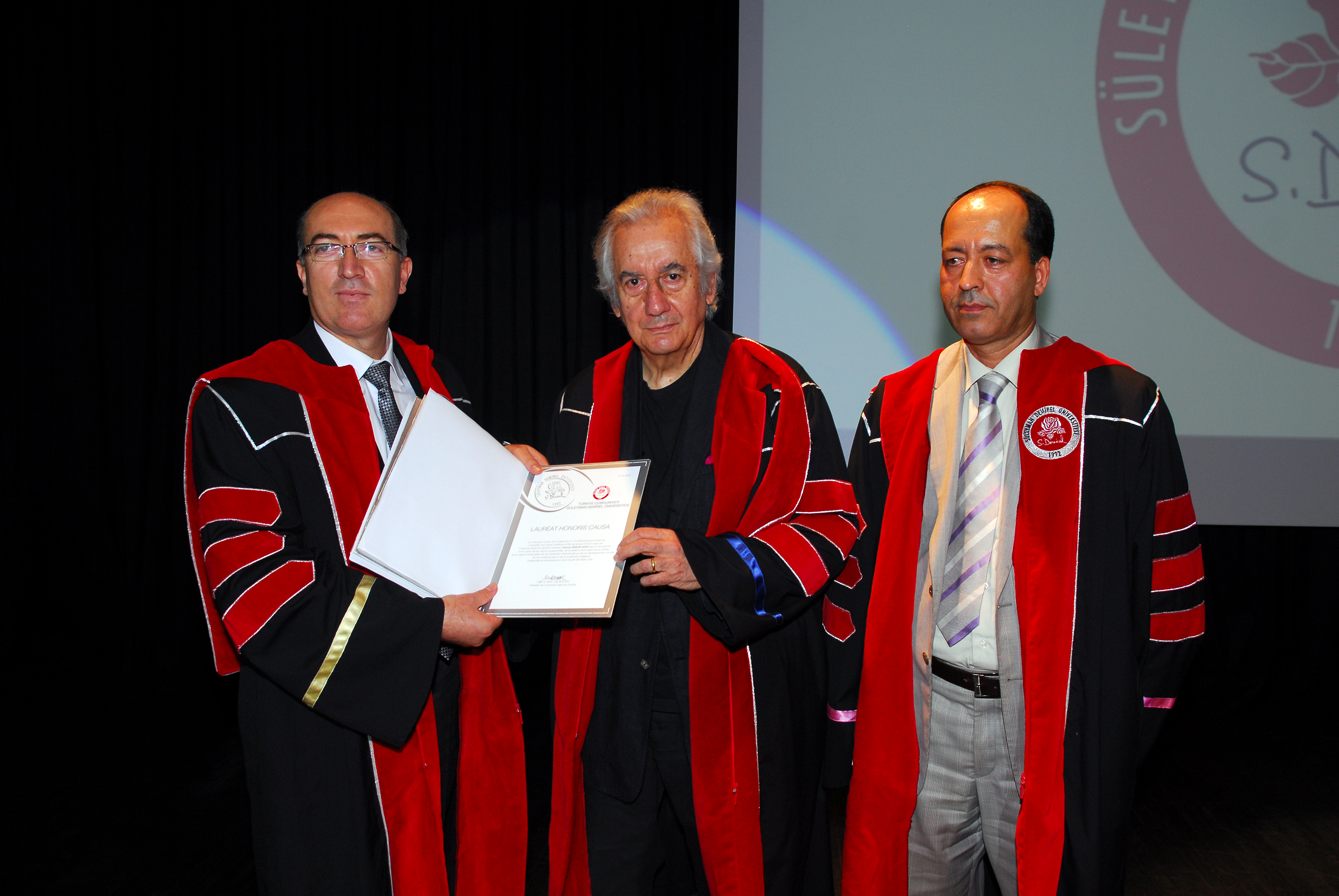
Herman Braun-Vega recevant son diplôme de Docteur Honoris Causa de l'Université Süleyman Demirel à Isparta en Turquie.

- 1976 : Médaille du jury de la 4e exposition internationale de gravure de Frechen, République Fédérale Allemande[207].
- 1981 : Mention en gravure du jury de la IVe Biennale Américaine des Arts Graphiques de Cali, Colombie.
- 2009 : Docteur honoris causa de l'université Süleyman Demirel  d'Isparta, en Turquie.
- 2010 : Grand officier de l'Ordre du Soleil "Al Mérito por Servicios Distinguidos".
- 2017 : Grand-Croix de l'Ordre du Soleil "Al Mérito del Servicio Diplomático del Perú José Gregorio Paz Soldán"[208].
- 2019 : Trente trois artistes lui rendent hommage à travers l'exposition Herman Braun-Vega: vida y expresión de un artista del mestizaje au Centre Culturel de l'Université pontificale catholique du Pérou[209].

## Expositions personnelles
- 1965 : Galería Jueves, Lima[210].
- 1966 : HB66 : pinturas acrilicas, Instituto de Arte Contemporáneo, Lima.
- 1969 : Vélasquez mis à nu, Galerie 9, Paris. Galerie Club 44, La Chaux-de-Fonds, Suisse.
- 1970 :  Pour l'amour de l'art, Galerie 9, Paris. Galería Carlos Rodríguez, Lima.
- 1971 : Vélasquez, Manet, Cézanne, and Picasso Revised, Jack Misrachi Gallery, New York. Art Gallery of the Organization of American States, Washington.
- 1972 : Le bain turc à New York d'après Ingres, Lerner-Misrachi Gallery, New York.
- 1975 : L'enlèvement des sabines d'après Poussin, Galerie Isy Brachot, Bruxelles.
- 1976 : Galerie Lucien Durand, Paris
- 1977 : Rembraun: Agressions, mutilations et faux, Galerie Lucien Durand, Paris. Galerie Krikhaar, Amsterdam.
- 1980 : il représente le Pérou à la 39e biennale de Venise, Italie.
- 1981 : Portraits de peintres, Galerie Lucien Durand, Paris. Galerie Mâcon, Mâcon, France. Buenos días señor…, Galería Camino Brent, Lima.
- 1982 : Papeles, Galería Forum, Lima[118].
- 1984 : Paysages-Mémoires, Théâtre du Rond-Point, Paris.
- 1985: Memorias, Galería Camino Brent, Lima[211], 18e Biennale de São Paulo, Brésil[212].
- 1986 : CAYC, Buenos Aires[213]. Museo de Artes Visuales, Montevideo[214].
- 1987 : Mémoires dénudées, galerie Pascal Gabert, Paris. Rétrospective, Château et parc de la Louvière, Montluçon[215].Galerie d'Art Contemporain, Chamalières.
- 1988 : Feurs, France. La Galería, Quito[216]. Paisajes Memorias, Museo de Arte Italiano, Lima.
- 1989 : Casa del Moral, Arequipa, Pérou. Casa Ganoza, Trujillo, Pérou[217]. Rétrospective, Musée Henri Boez, Maubeuge[218].
- 1990 : Galerie Pascal Gabert, Paris.
- 1992 : Rétrospective, Museo Español de Arte Contemporáneo, Madrid[219].
- 1993 : Galerie d'Art Contemporain, Chamalières. Galerie Pascal Gabert, Paris.
- 1994 : Natures Mortes, Galerie Pascal Gabert, Paris[220].
- 1995 : Académie Orléans-Tours, Orléans. Bibliothèque municipale, Tours. Musée Bertrand, Châteauroux. A.R.C., Rezé. Galerie Écritures, Montluçon
- 1996 : IUFM, Besançon. Container 96, 'Art Across Oceans', Copenhagen. Maison de la Culture, Bourges. Galerie Pascal Gabert, Paris.
- 1997 : Maison du Loir-et-Cher, Blois. Cellier de Loëns, Chartres. Arte B.A. 97, Buenos Aires. Galería de Santi, Buenos Aires.
- 1998 : Galerie WAM, Caen. Corderie Royale, Rochefort.
- 1999 : Galerie du Centre, Paris. Nohra Haime Gallery, New York.
- 2000 : 22e Moussem Culturel d'Assilah, Assilah, Maroc.
- 2000-2001 : Ralli Museum, Caesarea, Israël.
- 2001 : Erinnerungen : Synkretismus und Integration, Ethnologisches Museum, Berlin. Ibero-Amerikanisches Institut. Berlin. Galerie Wam, Caen. Galerie municipale Julio-González, Arcueil.
- 2002 : Rétrospective, Maison de l'Amérique latine, Paris — Galerie du Centre, Paris — Centre culturel de la PUCP, Lima.
- 2003 : Artparis, Carrousel du Louvre, Paris.
- 2004 : Galerie Le Garage, Orléans.
- 2005 : Mémoires, Galerie Espace Croix-Baragnon, Toulouse. ST'ART, Strasbourg. Galerie IUFM-Confluences(s), Lyon. Galerie du Centre, Paris.
- 2006 : Galeria Dart, Barcelone. Museo del Castillo de Valderrobres, Espagne. Musée du Château des ducs de Wurtemberg, Montbéliard. Bonjour Monsieur Ingres, Musée Beurnier-Rossel, Montbéliard.
- 2007: Mémoires, IUFM, Rouen. Bibliothèque universitaire, Angers. Galerie Wam, Caen. Espace Saint-Rémi, Bordeaux. Galerie du Fleuve, Paris.
- 2009 : Mémoires, Maison des arts d'Antony, Antony.
- 2010 : Mémoires et Filiations, Galeria Marta Traba & Fundação Memorial da América Latina, São Paulo, Brésil[221].
- 2012 : Musée de Tessé, Le Mans. Mémoires et Filiations, Opéra de Lyon, Lyon.
- 2013 : Mémoires et filiations 1982-2012, La Corderie royale, Rochefort.
- 2015 : Mémoires et filiations, Galerie La Passerelle, Rouen.
- 2018 : Braun-Vega, fenêtres d’art, d’âme et de vie, Maison de l'Unesco, Paris[208].
- 2022 : De BRAUN à BRAUN-VEGA - La métamorphose d'un artiste , Centre Culturel Anis Gras, Arcueil[222].
- 2024 : Herman Braun-Vega - Mémoires et Métissage par-delà les océans, FIAA, Le Mans[223].